# Armorial et nobiliaire de Savoie
- quelques blasons ne sont pas référencés.
- il reste des blasons à dessiner dans cet armorial.

L'armorial et nobiliaire de Savoie recense les familles nobles et notables qui ont possédé des fiefs en Savoie — Savoie propre, Avant-pays savoyard/Bugey savoyard, Chablais, Genevois, Faucigny, Maurienne, Tarentaise —, correspondant aux départements français actuels de la Savoie et de la Haute-Savoie.
Le titre de l'article reprend en partie celui de l'Armorial et nobiliaire de l'ancien duché de Savoie d'Amédée de Foras, et continué par François-Clément de Mareschal de Luciane († 1917), puis Pierre de Viry († 1941), et enfin assisté à partir de 1928, de Félix Bouvier d'Yvoire, qui poursuivit seul la tâche jusqu'en 1950. 5 volumes et un supplément publiés entre 1863 et 1938. Ces travaux répertorient 263 familles.
Les familles sont répertoriées par ordre alphabétique, avec leurs armoiries, sous forme de figures et de blasonnements, et leurs devises ; la période (mention, attestation, susbsistance ou non) et leurs possessions.
Pour les familles au service de la maison de Savoie ayant possédé des biens dans les autres territoires des États de Savoie (Bresse, Bugey, Genevois, Nice, Piémont, Valais, vallées d'Aoste et de Suse, pays de Vaud, etc.), se référer aux articles connexes.

## Tableau des familles nobles
Selon les historiens Léon Menabrea (1839) ou encore Bernard Demotz (2000), on peut ainsi distinguer pour les territoires de la Savoie, au cours de la période médiévale, plusieurs ordres dans la hiérarchie des familles féodales.
- les familles comtales ou assimilées : la dynastie des Humbertiens ou Maison de Savoie, comtes de Maurienne devenus comtes, puis ducs de Savoie (Etats de Savoie) ; la Maison de Genève, comtes de Genève (Genevois-Faucigny) ; la Maison de Faucigny (Faucigny) ; ainsi que les Thoire-Villars (Bugey) ou encore les Beaujeu (Beaujolais-Bresse) ;
- les familles vicomtales ou assimilées : les Seyssel, vicomte autour de Yenne/Lac d'Aiguebelette ; les La Chambre, vicomte en Maurienne ; les Challant, vicomte d'Aoste ; les Briançon, puis la branche des Aigueblanche, vicomte de Tarentaise ; les Miolans, vicomte d'Aiguebelle ; ainsi que les Grandson, en Pays de Vud) ; les Allinges ou les Blonay en Chablais ; les La Baume en Bresse ; les Menthon en Genevois.
- les familles baroniales : les familles de Chevron, Chignin, Montmayeur pour la Savoie ; les familles de Gerbais, Montbel en Novalaise ; les familles de Ternier, Viry, Compey, Sallenove en Genevois.

À ces principales familles féodales, il faut compter les seigneurs ecclésiastiques, souvent issus de ces mêmes familles, notamment les évêques puis archevêques-comtes de Tarentaise, les évêques de Genève, les évêques de Maurienne.
Pour Louis Comby, on compterait pour cette période plus de 250 familles aristocratiques féodales en Savoie. À partir du XVe siècle, le duché de Savoie compte environ 1 420 familles nobles, dont le quart était domicilié à Chambéry.

### A
- A
- Ba
- Be–By
- Ca–Ch
- Ci–Cy
- D
- E–F
- G
- H–K
- L
- Ma
- Me–Mi
- Mo–N
- O–Q
- R
- S
- T–U
- V–Z

| Blason                                             | Nom de la famille, blasonnement et devise | Période, possessions |
| -------------------------------------------------- | --- | --- |
| losangé de gueules et d'argent                     | Famille d'Albier, d'Alby ou d'Albiez Losangé de gueules et d'argent et/ou De gueules à la bande d'or chargée d'un vol (deux ailes), alias d'un demi-vol (une aile) de sable., Selon Foras, deux autres familles ont porté ce patronyme et seraient probablement de souche commune : - Albier de Maurienne - Albier de la Croix de la Rochette - Dalbier (?) en Maurienne - Albier, faisant preuves de noblesse au XVIIIe siècle | Vers les XIIe au XVe siècle — Éteinte au XVIIIe siècle,. Seigneurs de La Croix (La Croix-de-la-Rochette-Maurienne), Le Châtelard (Bauges), Montpon (Alby-Albanais),. |
|                                                    | Famille de L'Alée, L'Allée ou Lalée (La Lée, de Leta) D'argent, à la bande d'azur accompagnée de deux étoiles du même, au chef de gueules chargé d'un croissant d'or., | v. XVe siècle — Preuves de noblesse en 1723. Originaire du Genevois (Annecy ou Genève ?). Seigneurs et barons (XVIIe siècle) de la Tournette (Tornette) et de Songy (Saint-Sylvestre - Albanais), coseigneurs de La Val des Clets et de Manigod (Genevois), seigneurs des Molettes (Savoie). |
|                                                    | Famille d'Alexandry d'Orengiani (anciennement Orengiani) Écartelé : aux 1 et 4, d'azur, à trois soleils d'or ; aux 2 et 3, parti d'or et d'azur, à l'oranger de sinople fruité d'or., Foras indiquait n'avoir aucune information sur le passage du nom Orengiani après celui d'Alessandri, ni pourquoi les armes ont été inversées. Couronne de baron Supports : Deux lions lampassés de gueules. Cimier : Une nymphe de carnation, tenant de la dextre une orange d'or, et de la senestre une banderole flottante sur laquelle est écrit : Pulcriori detur. Devise : Tien il mezzo. | Mention XIe siècle — Filiation prouvée depuis le XVIe siècle — Preuves de noblesse en 1723,. Subsistante en 2024. Originaire d'Ivrée (Piémont). Mariage d'un Orengiani avec l'héritière des Alexandry, au XVIe siècle. Preuves de noblesses du 27 novembre 1723 à la Chambre des comptes de Savoie,. |
|                                                    | Famille d'Allinges De gueules, à la croix d'or. Devise : Sans varier | Vers le XIe siècle — Éteinte au XIXe siècle (branche Allinges-Coudrée dont le dernier représentant meurt en 1840). Originaire du Chablais. Marquis de Coudrée, de Lullin, de Ternier, de Seyssel-La Chambre ; comtes de Langin, de La Valdisère, de L'Hueuille, d'Apremont, de Montréal ; Vicomtes de Tarentaise ; Barons de Larringes, de Montfort, de Montfalcon (possessions : consulter l'article principal)[                                                                                      |
|                                                    | Famille Amblard de Chignin D'argent au lion de gueules, à la fasce d'azur brochante chargée de trois roses du champ. | XIIIe siècle — XVIe siècle,. Noble, mais absence de titres. Se réclamant descendre de la famille de Chignin, mais sans preuves. |
|                                                    | Famille d'Ameysin D'argent à la bande de gueules chargée de trois coquilles d'or. | Mentionnée au XIIe siècle ou XIIIe siècle. Seigneur d'Ameysin, Le Villard (Comté de Savoie). |
|                                                    | Famille d'Andrevet D'argent, à trois fasces de sable, à la bande de gueules brochant sur le tout. Cimier un lévrier de sable colleté d'argent. Supports deux lévriers de sable colletés d'argent. Autre branche - Andrevet de Corsant | Anoblie au XIVe siècle — Éteinte au XVIe siècle. Originaire de Montmélian (Comté de Savoie), installée en Bresse. Seigneurs puis barons (XVIe siècle) de Corsant (Pont-de-Veyle) ; seigneurs de Beaurepaire, Montfalcon, d'Albens, Saint-Julien. |
|                                                    | Famille d'Angeville, d'Angeville de Beaumont De sinople à deux fasces ondées d'argent., Devise : In his renascimur omnes (Nous renaissons tous en eux), | Etablie en Genevois au XVe siècle — Branche du Bugey (XVe siècle). Originaire du Bassigny (Champagne), établie à La Roche (1440). Seigneurs de/du Mestral, de Chesnay (Chenex), du Vidomnat des Bornes, d'Espagny, de Doudens et de Lambert ; barons de Ternier (1611), de Lornay, d'Allonsier (1700) et de Villy-le-Pelloux (1700) (Savoie) ; Seigneurs de Montveran, de Culoz (1698), de Landaise (1698), et comtes de Lompnes (1657), en France.                                                    |
|                                                    | Famille d'Arenthon Bandé d'argent et de gueules. Probablement issue de la maison de Faucigny, voire de la branche cadette des Faucigny-Lucinge,, elle prend le nom d'Arenthon d'Alex au XVe siècle, à la suite du mariage de Marguerite d'Alex et de Pierre d'Arenthon. Branche - Arenthon de Veigy | Apparue vers le XIIIe siècle — Éteinte. Baron d'Arenthon (Faucigny). Seigneurs d'Alex, Châtillon (Terreaux) (1530), Ferrières, Monterre (?) ; coseigneurs de La Val des Clets et de Manigod (Comté de Genève). |
| d'argent au lion de sable armé lampassé de gueules | Famille d'Arlod, d'Arlos, d'Arloz parfois d'Arlo (en latin de Arlosio, de Arloz, de Arlodo) D'argent au lion de sable, armé et lampassé de gueules ou simplement de sable au lion d'argent. D'azur à un lion d'or, armé et lampassé de gueules (Arloz d'Entremont) | Apparue vers le XIIe siècle. Éteinte en Savoie, nom relevé en France par la famille Bouillet. Familles homonymes l'un de Genève et l'autre en Savoie, anciennement Maître-Pierre Originaire de Mons (Comté de Genève), selon Foras, qui considère la famille du Bugey, citée par Guichenon et présentée par Chaix d'Est-Ange, comme un branche cadette. Seigneur d'Arlod, Mons (Comté de Genève). Possessions en Semine, en Michaille, dans le Chablais et dans les bailliages de Ternier et Gaillard. |
|                                                    | Famille d'Arvillard, Arvillars (d') ou encore Altvillars (d') D'or à l'aigle éployée d'azur, couronnée, becquée et membrée de gueules. Devise : Nube Altius (Au-dessus des nuages) | Apparue vers XIIe siècle (selon Foras), mais mentionnée dès 1058. Audise, dernière héritière des nobles d'Arvillard, épouse en 1341 Humbert, bâtard du comte Aymon de Savoie, donnant naissance à la branche des Savoie-Arvillard (1341-1628), puis achat par la famille de Milliet, en 1628. Installée en vallées du Gelon, du Bens et du Bréda (Comté de Savoie). Seigneur d'Arvillard et de la Bastie-d'Arvillard. Une branche cadette installée en Dauphiné.                                       |
|                                                    | Famille d'Avalon De gueules, à l'aigle bicéphale d'argent. | Apparue vers le XIe siècle. Seigneur de Saint-Pierre-sur-Isère ou Sous-Conflens, de Blay, coseigneur de la vallée de Bozel (Tarentaise)XIe siècle. Nombreux domaines sur la rive gauche de l'Isère jusqu'en Grésivaudan. |

### Ba
- A
- Ba
- Be–By
- Ca–Ch
- Ci–Cy
- D
- E–F
- G
- H–K
- L
- Ma
- Me–Mi
- Mo–N
- O–Q
- R
- S
- T–U
- V–Z

| Blason | Nom de la famille, blasonnement et devise | Période, possessions |
| ------ | --- | --- |
|        | Famille de Ballaison, ou Bal(l)aison (de), Bal(l)eyson (de) ou Bal(l)ayson (de) ou Bal(l)eison (de) D'hermine à une bande de gueules. | Première mention en 1138 — Éteinte fin de la première partie du XVIe siècle. Baron d'Hermance et de Beauregard (Chens-sur-Léman), seigneur d'un puis des deux châteaux ainsi que du mandement de Balleyson, du Vidomne des Bornes, seigneur d'Avanchy, de Boisy, de Chavannex, de Loisin, de Saxel (Chablais). |
|        | Famille de La Balme et/ou Apremont, puis La Balme d'Apremont Fascé d'or et de sable ou Fascé d'or et de sable de six pièces., Bandé d'or et d'azur de six pièces., d'or à 2 fasces de sable. (Besson) ou De gueules à la croix d'argent. (Guichenon), alaisée ou pleine. Les historiens régionaux considèrent que les La Balme et les Apremont seraient une même famille, qui prendra le nom de La Balme d'Apremont (à partir du XVe siècle). | Mention fin du Xe siècle / début du XIe siècle — Éteinte au XVe siècle. Originaire d'Apremont (Combe de Savoie-Chartreuse). Richard Vacher ou d'Apremont (cité en 1132) serait à l'origine de la branche noble des La Balme d'Apremont,. Seigneur d'Apremont, Avressieux (1323-1345, 1402), des Marches, Entremont-le-Vieux (Savoie Propre), Silans (Corbonod). Les bien passent ensuite à différentes familles : Rivoire, Montmayeur. |
|        | Famille de La Balme, alias La Baume de la Balme. D'or à la bande d'azur. - Rameaux de seigneurs de Longefan et celui de la Molière : - La Balme de la Molière : D'azur à trois bandes d'or. | Apparu vers la fin du XIe siècle. Originaire du Bugey, dont deux rameaux installés en Savoie. Seigneurs des Terreaux (Valromey), de Longefan et de la Molière (Savoie). |
|        | Famille de La Balme De gueules à la fasce d'or accompagnée en chef d'une étoile de même et d'un oiseau d'argent en pointe. | Première mention en 1233 — Éteinte vers 1646. Originaire de Montvernier (Maurienne). |
|        | Famille de La Baume, La Baume de Montrevel (de) D’or, à la bande vivrée d’azur.,. Cimier : Un cygne d'argent, ailé de sable., Devise : L'honneur guide mes pas., | Premières mentions au XIIe siècle — Filiation XIVe siècle — Éteinte (1794) par décapitation du dernier représentant. Originaire de la Bresse. Seigneur puis comte (1418) puis marquis de Montrevel, marquis de Saint-Martin (1584). Baron de Cusy. Seigneur de Mont-Saint-Sorlin. |
|        | Famille de Bavoz, Bavoux (en latin : bavisilien) De sable au mufle de lion d'argent. | Apparue au XVe siècle — Anoblie (XVIIe siècle) — Éteinte en 1775. Originaire de Billième (Bugey savoyard). Domaines à Ruffieu et Serrières (Comté de Savoie). |

### Be à By
- A
- Ba
- Be–By
- Ca–Ch
- Ci–Cy
- D
- E–F
- G
- H–K
- L
- Ma
- Me–Mi
- Mo–N
- O–Q
- R
- S
- T–U
- V–Z

| Blason                        | Nom de la famille, blasonnement et devise | Période, possessions |
| ----------------------------- | --- | --- |
|                               | Famille de Beaufort De gueules au lion d'argent. (armé et lampassé d'azur), Branche cadette - Beaufort de Villard-Chabot | Mentionnée au Xe siècle — Filiation XIVe siècle — Éteinte au XVIIIe siècle. Originaire de Beaufort (Beaufortain). Vicomte de Tarentaise et seigneur de la Val-d'Isère (1346 en échange de la terre de Beaufort), barons du Bois, Chevron, Montailleur. Seigneurs en Albanais, Beaufortain, Genevois, Savoie et Tarentaise. |
|                               | Famille de Bellegarde Palé d'argent et de sable de six pièces, à la fasce de gueules, chargée de trois casques d'or., Timbre : « un heaulme en porfil duquel issit un bras armé de son brassal tenant une lance à la main avec la devise : NON VI SED VIRTUTE ET ARMIS. » Branche cadette - Bellegarde-Buffavent | Mentionnée vers le XIIIe siècle — Éteinte au XVIIIe siècle — Branche naturelle. Originaire de Magland (Faucigny). Seigneur de Brens, Buffavent, Disonche, Foncenex-Veigy, Miribel, Montagny, Pontier, Praz, Pressin, Saint-Cergues, Saint Disdille, Thorens, Vigny, Vongy. |
|                               | Famille de Belletruche Écartelé : aux 1 et 4 de gueules plein ; aux 2 et 3 d'argent à deux fasces d'azur. | Mentionnée vers le XIVe siècle — Éteinte au XVIe siècle. Originaire probablement de Chambéry. Possessions en Tarentaise et Pays de Vaud. |
|                               | Famille de Bertrand (Bertrandi ou Beltrandi) ou Bertrand de La Pérouse D'or, à un lion de sable, armé, couronné et lampassé de gueules. Devise : Sapient et confident | Établie en Tarentaise et Savoie vers le XIIIe siècle. Originaire probablement de Suse (Val de Suse-Piémont). Seigneurs en Piémont, Savoie, Bresse et Bugey. |
|                               | Famille de Blonay De sable, semé de croisettes d'argent, au lion d'or sur le tout., Branche chablaisienne : De sable, au lion d'or armé et lampassé de gueules.,. Couronnes de baron, de marquis ou de comte. Supports : deux griffons ou deux lions d'or — Cimier : un griffon issant d'or, ou un lion ailé d'or. Devises : "Pro Aris et Focis" ou "Crois sans fin" ou "Toutes servir, toutes honorer, pour l'amour d'une" ou encore "Pur comme l'or, prompt comme l'éclair (alias comme l'aigle)". Cri : Blonay ! Deux branches - branche aînée en pays de Vaud (Suisse), réformée, installée sur la rive vaudoise du Léman, au château de Blonay, berceau de la famille. - branche cadette établie en Savoie (France), catholique, installée sur la rive savoyarde, au château de Saint-Paul, puis de Maxilly. | Apparu au XIIe siècle. Baron de Blonay (Vaud). Possessions sur les deux rives du Léman |
|                               | Famille de Boëge Écartelé d'or et d'azur. ou D'or, écartelé d'azur. Devise : "nescit labi virtus" | Apparue vers le XIe siècle. Éteinte vers le XVe siècle. Originaire du Faucigny. |
|                               | Famille de Boigne, anciennement Le Borgne (Le Borgne de Boigne) D'azur, au lion d'or, plantant une épée d'argent au sommet d'une montagne au naturel, mouvant de la pointe., Couronne de comte Devise : Patientia omnia vincit | Anoblie comte en 1816. Originaire de Picardie, installée en Savoie au début du XVIIIe siècle. Benoît de Boigne créé comte héréditaire par le Roi de Sardaigne en 1816,. Susbistante. |
|                               | Famille Bonivard (latin Bonivardi) D'or à la croix de sable, chargée de cinq coquilles d'argent. | Accède au rang de la noblesse au cours du XIIIe siècle ou du XIVe siècle. Originaire de Chambéry, famille bourgeoise (Comté de Savoie). Seigneurs en Savoie, Bugey et Pays de Gex. |
|                               | Famille Bouvier (Bovier), Bouvier d'Yvoire De gueules à la fasce d'argent accompagnée de trois écussons du même posés 2 et 1., Devise : Festina lente (hâte-toi lentement) | Mentionnée au XIVe siècle — agrégation à la noblesse (1655), inscription dans l’état de la noblesse du duché de Savoie (1700),. Originaire de Lompnes (Bugey). Possessions en comté de Genève, Faucigny, Vaud. |
|                               | Famille de Bracorens, Bracorens de Savoiroux ou encore Brascorens D'azur, au pal d'or, chargé de trois coquilles de sable. Cimier : un bras armé brandissant une épée Devise : Leniter et opere sado | Anoblissement par LP (1590). Seigneurs de Boëge, de Rochefort et de Salins Faucigny. Vicomte de Maurienne, comte de Salins, seigneur de Bracorens, Saint-Laurent-de-la-Côte, de Savoiroux. |
| d'argent à l'aigle de gueules | Famille de Briançon (parfois Brianson) D'argent, à l'aigle de gueules membré et becqué d'azur. Joseph Garin indique que « l'aigle a été pris aux empereurs d'Allemagne [...] dont les Briançon avaient reçu le titre de vicomtes de Tarentaise. » Devise : Unguibus et Rostro (des ongles et du bec). Branches - Briançon (Dauphiné) : d'azur à la croix d'or., ; - Aigueblanche-Briançon (Savoie),. Tant pour les Briançon que pour les Aigueblanche, de Foras renvoie vers les Montmayeur ,. L'historien Félix Bernard « considérait que la famille seigneuriale de Montmayeur est issue de celle des Briançon-Aigeblanche ». Il précise « Tandis que cette branche aînée s'installa exclusivement en Dauphiné, à partir de 1289, et garda le nom de Briançon, une branche savoyarde qui tenait ses biens « de l'alberge de Brianczon » s'appela Montmayeur ». - Aiguebelle : de gueules à l'aigle d'argent. Bernard indique « S'il m'était permis de hasarder une conjecture, je supposerais que les Aiguebelle sont, comme les Aigueblanche, du même sang que les Montmayeur. » | Apparue au IXe siècle — Branche aînée savoyarde éteinte mi-XIIIe siècle — Branche Aigueblanche (1349/1355), — Branche dauphinoise (fin XVIIe siècle). Originaire d'Aime (Tarentaise). Vicomte de Tarentaise. En Savoie : Seigneur de Cur (ou Cœur), d'Aigueblanche, de Feisson. En Dauphiné : Bellecombe, Varces, Le Touvet, La Terasse, Saint-Ange, Eybens, Gières. Les titres et possessions de la branche savoyarde passent par mariage, de Léonette Aigueblanche-Briançon († 1349/1355) à la maison de Montmayeur,. Le nom et armes de la branche dauphinoise passent à des cousins, les de Vachon,. |
|                               | Famille de Brotty d'Antioche De gueules à trois sautoirs d'argent.,. Besson ajoutait qu'il y avait aussi un croissant de même en abîme., | Filiation à partir du début du XVe siècle — Noblesse obtenue pendant l'occupation bernoise et la possession de fiefs nobles, confirmation ducale par arrêt du 25 janvier 1603, — Subsistante en 2024,. Originaire du Chablais. Substitué aux nom et armes de la famille d’Antioche, à la suite d'une alliance de 1570. Comtes. Seigneurs et coseigneurs de Nernier, Messery, coseigneurs de la rente de Neuvecelle, etc., |
|                               | Famille de Buttet De sable aux trois butes d'or entrelacées, deux en sautoir et une en pal., Devise : La vertu mon but est. | Mentionnée au XVe siècle — Anoblie par LP en 1460 — Branche aînée éteinte (1914). Originaire d'Ugine (comté de Savoie). Baron du Bourget (Le Bourget-du-Lac), comte de Tresserve, seigneurs en Savoie et en Genevois. |

### Ca à Ch
- A
- Ba
- Be–By
- Ca–Ch
- Ci–Cy
- D
- E–F
- G
- H–K
- L
- Ma
- Me–Mi
- Mo–N
- O–Q
- R
- S
- T–U
- V–Z

| Blason | Nom de la famille, blasonnement et devise | Période, possessions |
| ------ | --- | --- |
|        | Famille de Candie De gueules, semé de fleurs de lis d'or, à la bande d'azur, brochant sur le tout. Devise : Tout à rebours (La devise des Candie rappelle que comme l'écrevisse, les sages quelquefois marchent à reculons). | Qualifiée de noble au XIVe siècle — Branche savoyarde éteinte au XVIe siècle — Branche bressane (?). Originaire de Chambéry-le-Vieux, famille bourgeoise (Savoie). Possession du château auquel ils donnent le nom au XIVe siècle, ainsi que de nombreux biens à Chambéry-le-Vieux. Seigneur de Candie, Chaffardon (Saint-Jean-d'Arvey), Salagine (Bloye).                                                                                          |
|        | Famille Capré de Megève D'azur à une tête et col de chêvre coupés d'argent au chef d'or., Couronne : Comte Cimier : une tête de chèvre d'argent Devise : Non indigna cœlo,. | Mentionnée au XIIe siècle — Anoblie au XVIIe siècle et filiation suivie — Subsistante en 2020. Originaire probablement du Piémont, installée en Faucigny au XIIe siècle. Comtes de Megève. Seigneur de Bellecombe (1681), de Bonport, du Crest-Voland (1681), de Megève (1681). |
|        | Famille de Castagnery de Bourgneuf P. d'or au châtaignier de sinople sur une motte de même, ou d'or au châtaignier arraché de sinople fruité de 4 fruits du champ. (Les Preuves de Malte donnent les deux versions), ou encore d'or à un châtaignier de sinople planté sur une motte du même (aliàs arraché), fruité de quatre fruits du champ. | Filiation pour preuve de noblesse à partir de 1550 — Subsistante en 2024. Originaire du Piémont, peut-être de la famille italienne Castagna. Barons de Châteauneuf (Maurienne). |
|        | Famille de Cervens D'argent au cerf effrayé de gueules, sommé d'argent et brisé à l'épaule d'un croissant de même, au chef d'azur Branche cadette - Cervens « dit du Vernay » | Mentionnée au XIIe siècle — Éteinte à la fin du XVe siècle. Originaire du Chablais. Seigneurs de Cervens, de La Rochette, de Savy (maison-forte de Save, Margencel) ; coseigneurs de Ayens, de Brens et de Buffavent, en Chablais. |
|        | Famille de Chabod, parfois Chabod-Lescheraine ou encore Chabod/Jacob de l'Echerenne porte : D'azur, à trois fleurs de lys d'argent 2 et 1, au chef de même chargé d'un lion issant de sable lampassé de gueules. Selon Guichenon : d'azur, serné de fleurs de Lys d'argent, à la bande d'or, brochant sur le tour chargée de trois lyonceaux de gueules. Cimier : une lice issant d'azur ou Un lévrier naissant d'argent, accolé de sable, lampassé de gueules. Supports : deux griffons d'argent. Devises : c'est à tard ou encore tout à temps. | Anoblie au XVe siècle. Originaire de Chambéry, famille bourgeoise (Savoie). Seigneurs (anobli en 1440), comtes puis marquis de Lescheraines (1682), Saint Maurice (1635) ; barons de Crête, Lupigny, Saint-Jeoire ; seigneurs d'Aiguebelette, Aisone, Arith, Cengle, Chiron, Chitry, La Dragonnière, Féterne, Grésin, Hauteville, Jacob, Mionaz, Monet, Thusy, Travernay, Troche et Douvaine, Villeneuve (achat en 1401), coseigneurs de Peillonex. |
|        | Famille de Challes D'argent à la croix ancrée de sable. | Filiation du XIVe siècle jusqu'au XVIIe siècle. Originaire de Challes (Bresse, partie de Bourg-en-Bresse). Un descendant obtient la seigneurie du Puy (Triviers), donnant son nom à Challes (Savoie). Seigneurs de Barberaz-le-Gras, de Challes, de Corgenon, de Gras, de Monterminod et du Puy. Vente des titres à Louis Milliet, qui relève le titre (1569).                                                                                      |
|        | Maison de La Chambre D'azur, semé de fleur de lis d'or, à la bande de gueules brochant sur le tout. Devise : Altissimus nos fundavit. branches cadettes - Les vicomtes de Maurienne (éteinte au XVIe siècle) - Les marquis d'Aix et comtes de Montréal - Les seigneurs de Sermoyé et de la Cueille, marquis de Meximieux - Les barons de Ruffey | Apparue au XIe siècle — Éteinte au XVe siècle. Originaire de La Chambre (Maurienne). Vicomte de Maurienne, etc.. Les noms, titres et biens passent à la famille de Seyssel, donnant naissance à la branche des La Chambre Seyssel. |
|        | Famille de Charansonay, parfois Charanson(n)ex (Chalansonay, Chalanczonay, Charançunai, Chalansonnex) D'or, au lion de sable armé et lampassé de gueules. | Mentionnée fin XIIIe siècle. Originaire du comté de Genève. Seigneurs de Charansonnay, Charanson(n)ex, Chalansonnex, (Massingy, de Malagny, de Saint-Marcel, de Puisgros. |
|        | Famille de Châtillon du Chablais ou Châtillon-Larringe Fascé d'azur et d'argent (alias d'azur à trois fasces d'argent), à la cotice de gueules, brochante sur-le-tout., | Attestée en 1286 — Branche de Larringe(s) éteinte en 1701. Originaire du Chablais. Probable branche des Châtillon de Michaille. Seigneurs en Chablais. |
|        | Famille de Châtillon de Michaille D'argent à la croix de gueules. | Remonterait au XIIe siècle. Seigneurs en Bugey savoyard. |
|        | Famille de Chavan(n)es, ou Chavanne (de) ou La Chavanne (de) De gueules, à trois quintefeuilles d’argent, rangées en bande, au chef d’azur chargé à dextre d’une quintefeuille d’argent. d'azur, à trois quintefeuilles d'argent, rangées en bande, au chef du champ, chargé à dextre d'une autre quintefeuille d'argent, selon l'Armorial de Rietstap. | Mentionnée vers la fin du XVe siècle. Foras indique que « les Chavannes, comme plusieurs des bourgeois de Rumilly, se qualifiaient de nobles, et que cette habitude, ou bien la possession de biens nobles, les a fait inscrire parmi les vrais nobles. » — Éteinte en 1760. Originaire de Rumilly (Albanais). Seigneurs de Corbonnex, Motz, Reynex/Reinex et de la maison forte de Manessy.                                                        |
|        | Famille de Chevelu D'argent au chef endenté de trois pointes de sable. | Remonterait au XIIe siècle — Éteinte à la fin du XVIe siècle. Originaire du comté de Savoie. Seigneurs de Chevelu ou Cinne et maison forte de Prélian à Saint-Jean-de-Chevelu, Châtelard, Lucey. |
|        | Maison de Chevron Villette D'azur au chevron d'or chargé d'un chevron de gueules accompagné de trois lionceaux d'or, deux affrontés en chef et un en pointe., Union de : - Chevron : d'azur au chevron d'or chargé d'un de gueules. - Villette qui portent d'azur à trois lyons d'or armez et lampassez de gueules. Couronne de comte Cimier : un bouc ou chevron, issant de sable accolé d'une couronne ducale., Devise : "IN ARDVIS" ou "ALTISSIMA QVERO",. | Remonterait au XIIe siècle — Filiation à partir du XIVe siècle,. Subsistante en 2024. Originaire de Tarentaise (Villette) et Combe de Savoie (Chevron). Barons, puis comtes de Chevron, de Montjoye ; barons de L'Orme, Villette en Tarentaise. |
|        | Famille(s) de Chignin, ou de Chinins, de Chynin, de Cignin, de Cheynin, de Chenin ; Ciniensis, a Cinio, de Cheyno, de Chignino, de Chinino De gueules, au chevron d'hermines. De gueules, au chevron d'argent, chargé de six hermines de sable. (Guichenon) De gueules, au chevron d'argent, moucheté d'hermines. « Chignin en Savoye porte de gueules au chevron d'argent chargé de six Mouchetures d'Hermines de sable au Lambel à six pendants de mesme. Ceux de ce nom portoient anciennement Tiercé en bande d'or, de gueules et d'azur, le gueules chargé de trois Molettes à huit raiz d'argent. » (Pierre Palliot) Branches cadettes - Chignin de la Biguerne - Chignin, branche de Taninges (Faucigny) - Chignin de La Place, branche de Cluses (Faucigny) - de Verdon ou Verdun (Cruet) | Mentionnée à partir de la deuxième moitié du XIe siècle jusqu'au milieu du XIIIe siècle — Branches cadettes portent ensuite le nom. Originaire de Chignin (Combe de Savoie). Seigneurs de la Biguerne (Chignin), de la place de Chignin, de Saint-Jeoire, de La Place (Thyez), de Troches (Douvaine), co-seigneurs de Naix et Fleyrier (Taninges).                                                                                                  |
|        | Famille de Chissé (de Chissy, de Chissey, de Chissay, de Chissiaco, de Chessiaco, de Cheyssie, de Chesie, de Chessie, de Chissier, de Chissy, de Chessyer) Parti d'or et de gueules, au lion de sable, armé, villené et lampassé de gueules, brochant sur le tout., Branches cadettes, - Chissé Servoz (éteinte au XVIe siècle) - Chissé Fillinges (éteinte au XVIIe siècle) - Chissé Polinges et Challant (éteinte 1879), dont un rameau en Dauphiné Devise : Toujours,. | Mentionnée vers le XIIe siècle — Éteinte dans les mâles (XVIIe siècle). Originaire de Chissé, environs de Sallanches (Haute-vallée de l'Arve), feudataires des barons de Faucigny. Comtes de Challant (Val d'Aoste) ; barons de Marcosse (Faucigny) ou la Marcousse (Dauphiné) ; seigneurs en Faucigny, Genevois Savoie et Dauphiné,. |

### Ci à Cy
- A
- Ba
- Be–By
- Ca–Ch
- Ci–Cy
- D
- E–F
- G
- H–K
- L
- Ma
- Me–Mi
- Mo–N
- O–Q
- R
- S
- T–U
- V–Z

| Blason                      | Nom de la famille, blasonnement et devise | Période, possessions |
| --------------------------- | --- | --- |
|                             | Famille de Clermont-Mont-Saint-Jean De gueules à deux clefs d'argent en sautoir., Cimier : Deux clefs de l'Église, surmontées d'une thiare papale d'or., | Mentionnée en Savoie au début du XIVe siècle — Éteinte par les mâles en 1868. Originaire du Dauphiné, branche cadette de la Maison de Clermont-Tonnerre,. Seigneurs, puis barons, comtes et marquis (1732) de Mont-Saint-Jean et de La Bâtie d'Albanais (1681) ; comtes de Sacconay et de Saint-Cassin, barons de Flaxieu ; seigneurs Saint-Pierre de Soucy, Sainte-Hélène-du-Lac, Rubaud, du Fléchet, de Verel, La Colliette, Montferrand, Mecoras, Truaz, Grésy, Dérée, Montfalcon, Gaillard, Martignat, Matafelon, Villarcia, Les Terreaux, La Balme, etc. |
|                             | Famille des Clets, Clés (des), Clez (des), Clées (des) De gueules à la croix d'or chargée de cinq étoiles d'azur. | Mentionnée dès le XIe siècle — Branche aînée disparait vers la fin du XVIe siècle. Originaire du Val des Clets. Seigneurs de et dans la Val des Clets, etc. |
|                             | Famille du Clos, parfois Duclos (Cloux (du), Clouz (du), Cloz (du)), dite du Clos du Fresnoy, comtes de Bonne P. écartelé : au 1er d’argent à la fasce de gueules au chef enmanché de 4 pièces de sable; au 2e d’or à la fleur de lys de sable, qui est du FRESNOY ; au 3e d’or au sautoir de sable qui est de MARTIN ; au 4e de gueules à l’arbre d’or, clos de même qui est du CLOS., Branches cadettes - Comtes de Bonne ; - Seigneurs de Blanzy (Bonneville) ; - Seigneurs de Belelcombe ; - Du Clos de La Martinière - Du Clos de la Place (peut être de la même souche, selon Foras) | Anoblie en 1469 — Branche des comtes éteinte vers la fin du XVIIIe siècle,. Originaire de Bonne sur la Menoge (bassée vallée de l'Arve),. Comtes de Bonne ; barons de Lambert. Seigneurs de Lorzier, du Fresnoy, Esery, Blansy, de la Batie Dardel, etc. Vers la fin du XVIIe siècle, des alliances, l'érection de leur terre de Bonne en comté, ainsi que l'héritage des Martin du Fresnoy, des terres d'Esery et de Blansy. |
|                             | Famille de Compey (Compeis ou Compois) D'azur à la croix d'or. Devise : "A.V.F." (A vostre foy) Branches - Compey-Thorens : D'azur à la croix d'or. - Compey-Draillans et de la Chapelle : P. de Compey, brisé d'une cotice de sable. - rameau (probable selon Foras) des de Compey-Féternes ou de Compois de Féterne : De gueules à cinq étoiles d'argent en 3 et 2, au chef du second, chargé d'un lion issant de sable.. | Apparue vers le XIe siècle - attestée vers le milieu du XIIIe siècle. Originaire de Compeis ou Compois (commune actuelle suisse de Meinier, Genevois). |
|                             | Famille de Confignon De sable à la croix d'or. | Mentionnée au XIIIe siècle. Originaire du comté de Genève. Seigneurs de Boringes (château du Pont-de-Boringe, inféodé en 1296), de La Bâtie de Confignon, de Corsier, de Marlioz, de La Motte-sur-Épagny. Héritent au XIIIe siècle du château de Pierre (Nangy) de la famille de Nangy. Vidomne de Genève au XIIIe siècle. |
|                             | Famille de Conflans ou Conflens P. tranché d'hermines et de gueules. | Mentionnée vers la fin du XIIe siècle — Éteinte vers XVIe siècle (?). Originaire de Conflans. Seigneurs en Savoie de Conflans (Conflens), La Cour (Conflans), Tour de Pierre Nasine (Conflans), La Croix (Saint-Sigismond, actuelle Albertville), Feissons (Feysson), co-seigneurs de Cornillon, en Tarentaise, seigneurs d'Aiguebelle, Bosel, Naves, Bâtie, Saint-Hippolyte, Cœur. . |
|                             | Famille de Constantin D'azur au cerf d'or passant sur un chêne arraché de sinople. (alias d'argent) posé à la pointe de l'écu., Cimier : Un sert issant d'or Devise : l'espoir du mieux à présent me contente — Velocitate et constantiâ,. branche cadette - de Constantin de Moussy | Anoblie dans la seconde moitié du XVIe siècle (LP 1560) — Preuves de noblesse de 1723,. Originaire d'Annecy, famille de notables(Genevois),. Seigneurs de Magny, de La Biollé et de Moussy ; Co-seigneur de La Bâtie-Dardel,. |
|                             | Maison de Conzié ou Conzier D'azur, au chef d'or, à un lion issant de gueules., | Mentionnée fin XIIIe siècle — filiation au siècle suivant — Branche aînée disparue en 1868. Originaire de Conzié, commune de Bloye près de Rumilly (Comté de Genève). |
|                             | Famille de Coppier (parfois Copier) D'azur à trois coupes d'or, en 2 et 1., (variante : trois coupes d'argent) | Mentionnée dès le XIIIe siècle — Réhabilitation le 21 octobre 1565 (douteuse selon Foras), puis dérogation au cours du XVIIIe siècle. Rétablissement le 13 janvier 1829 (1849 ?),. Subsistante en 2020. Originaire du Genevois, famille notariale,. Foras annonce, mais sans preuve, un lien avec la famille de Copponay ou Copponex. Distincte de la famille d'ancienne chevalerie dauphinoise Copier ou Coppier. |
|                             | Famille de Corbeau, Corbel/Courbeau (de) (Corbelli), de Corbel dits de Corbeau ou de Corbeau de Corbel D'or à trois fasces de sable., Couronne : de marquis Supports : deux corbeaux Devise : Nihil sine virtute, | Mentionnée au XIII — Preuves de noblesse en 1766,. Originaire très probablement de Corbel (Savoie), puis implantée en Dauphiné,. Seigneurs de Corbel, Saint-Franc, La Balme, Echaillon, Thuet, Domessin, du Châtelard, de la Bauche, etc. (en Savoie), seigneurs de la Comber et d'Upie en Valentinois, seigneurs de La Mure, du Biol, de Saint-Albin, Voyssan, Saint-Bueil, Saint-Martin, etc. Marquis de Vaulserre (1751) en Dauphiné,. |
|                             | Maison de Cordon Écartelé d'argent et de gueules., Couronne : de comte Cimier : un lion coupé d'agent et de gueules Supports : deux lions coupés d'argent et de gueules (alias un lion et une chimère) Devise : TOUT SANS CONTRAINTE ou Omnia Sponte,. | Apparue vers le XIIIe siècle. Originaire de Cordon (Bugey). Seigneurs de La Balme, Croset, Evieu, Les Marches, Morestel, Passin, Pluvy, Veyrin. |
|                             | Famille de Cornillon D'or au chevron de gueules accompagné de trois corneilles volantes de sable, membrées et becquées du second, les deux du chef affrontées., Le chevron serait d'adjonction moderne, selon Foras. branches - branche de Tarentaise - branche de Faucigny | Mentionnée vers 1080,. Probablement originaire de Cornillon, à Queige (Beaufortain-Tarentaise), et ayant essaimée en Faucigny. Seigneurs de Cornillon (Queige), de Cornillon (Saint-Laurent), Marthod, Clertans, Fessy, La Pérouse en Faucigny, Meyrens (Reignier), Cevins, Exery, Arbusigny. |
|                             | Famille Costa de Beauregard D'azur à trois bandes d'or, au chef cousu d'azur chargé de trois fleurs de lys d'or. (par concession des rois de France Charles VII et Louis XIV), L'écu posé sur un aigle d'Empire. Supports : deux anges Cimier : un soleil d'or avec la devise Soli Fidelis,. Branches - savoyarde - génoise, dont rameau | Mentionnée vers le XIIe siècle — Filiation prouvée depuis le XVe siècle — Branche cadette éteinte au XIXe siècle,. Originaire de Gênes, avant de se fixer en Savoie, vers la fin du XVIIe siècle,. Marquis de Saint-Genix de Beauregard (1700) ; comtes du Villard, Saint-Remy ; seigneurs d'Archamps, La Bâtie-Meille (Genève), Beauregard, Cernex, Ceruse, Charlier, Châtelard, Cordon, La Dragonnière, Evieu, Megève, La Motte, Rougemont, Sacconex, etc.                                                                                                  |
|                             | Famille des Costes (de Costis) De gueules à la bande d'or chargée de trois côtes au naturel.,. Le site Blasonario subalino indique quant à lui d'azur à la bande d'or chargée de trois côtes au naturel. | Mentionnée dès le XIVe siècle — Éteinte vers la fin de la première moitié du XVIIe siècle. Originaire de Saint-Pancrace (Maurienne). Deux maisons-fortes dans l'enceinte de Saint-Jean-de-Maurienne : la maison et la tour de Babylone, au XVIe siècle la seconde a disparu. |
|                             | Famille Courtois d'Arcollières (anciennement Cortoys) De gueules à l'épée droite d'argent, accostée de deux fleurs de lys d'or. (Armes concédées par le roi François Ier),. Armes anciennes : D'or à un griffon de gueules., Devise : COURTOYS DE NOM ET DE FAICT (donnée par François Ier) ou encore OB SERVATUM QUANDOQUE LILIUM,. | Patentes de noblesse du duc de Savoie (1517), (noblesse probablement antérieure). Originaire du Petit Bugey,. Seigneur en Petit-Bugey, en Forez, en Valromey. |
| de gueules à trois losanges | Famille de Crans De gueules à trois losanges d'argent. | Fin du XIVe siècle — Filiation prouvée entre 1451 et 1650 — Probablement éteinte au cours du XVIIIe siècle. Originaire probablement du village de Cran, dans la banlieue d'Annecy (comté de Genève). Seigneurs de Bausse et Méral. Possédaient une maison forte à Annecy et une autre à Passy. |
|                             | Famille de Crescherel ou Crécherel D'azur, au rencontre de cerf d'or. | Mentionnée vers la fin XIVe siècle. Originaire peut être d'Angleterre, mentionnée la première fois en 1391 à Ugine (Maison-forte de Crescherel). Seigneurs de Crescherel, Cevins, Saint-Laurent-de-la-Côte, Marthod, Thénézol-en-Tarentaise, des Déserts. |
|                             | Famille de Cuines ouCuynes (de) (de Cuynâ) D'or au lion de sable armé et lampassé de gueules, à la bande du même brochant chargée de trois étoiles d'argent. Devise : J'attends fortune. | Mentionnée dès le XIIe siècle — Éteinte vers le XIVe siècle (1620). Originaire de Maurienne. Seigneur de Ribaud (Ribod, Rubaud ou encore Rubeaud), à Coise (le château est leur résidence principale). Possessions à Saint-Rémy, La Chapelle, Saint-Léher, Coise. |

### D
- A
- Ba
- Be–By
- Ca–Ch
- Ci–Cy
- D
- E–F
- G
- H–K
- L
- Ma
- Me–Mi
- Mo–N
- O–Q
- R
- S
- T–U
- V–Z

| Blason                 | Nom de la famille, blasonnement et devise | Période, possessions |
| ---------------------- | --- | --- |
|                        | Famille Delachenal, Lachenal (de) ou La Chenal (de) D'or à un chevron raccourci d'azur, accompagné de trois étoiles de gueules, et à la champagne d'une rivière d'azur chargée d'un cygne d'argent. | Anoblie le 9 août 1776. Originaire d'Ugine, famille de notables. Obtention du titre de comte d'Outrechaise, pour l'une des branches, avec érection en comté du fief par achat. |
| d'or au chevron d'azur | Famille de Dérée ou Hérée (d') D'or, au chevron d'azur. ou D'azur, au chevron d'or. | Mentionnée noble vers le milieu du XIVe siècle — Éteinte au milieu du XVIe siècle. Originaire de Dhéré (Duingt, comté de Genève), petite noblesse, vassale des Duyn. Seigneur de Boissy, Bressieux, Dhéré, Noyret ; conseigneur de la Val de Clets. Les biens passent aux Sales et aux Clermont-Mont-Saint-Jean.                                   |
|                        | Famille de Duin ou Duyn (de) De gueules à deux bars adossés d'argent., puis D'or à la croix de gueules. branche - Duin (de) La Val d'Isère, avec l'union à la famille Mareschal donne les Mareschal-Duin (de) La Val d'Isère ou Duyn Maréchal, portant écartelé 1 et 4 d'or à la croix de gueules, écartelé 1 et 3 d'or, à la bande d'or, chargée de trois coquilles d'argent. | Mentionnée dès le XIIe siècle — Éteinte vers 1530. Originaire de Duyn (Duingt) (Comté de Genève). Seigneurs puis barons de Val-d'Isère et de Sainte-Hélène par mariage (v.1310), vicomtes de Tarantaise et de la Val-d'Isère (jusqu'au XVIIe siècle). Seigneurs en Genevois et en Savoie. Une partie des biens passe à leurs cousins de La Forest. |

### E à F
- A
- Ba
- Be–By
- Ca–Ch
- Ci–Cy
- D
- E–F
- G
- H–K
- L
- Ma
- Me–Mi
- Mo–N
- O–Q
- R
- S
- T–U
- V–Z

| Blason | Nom de la famille, blasonnement et devise | Période, possessions |
| ------ | --- | --- |
|        | Maison de Faucigny Palé d'or et de gueules de six pièces. Variantes : trois pals. ou trois pals billetés. Branches - Faucigny-Lucinge (XIIe siècle) : Parti, au premier palé d'or et de gueules (Faucigny), au deuxième parti, d'argent, à trois bandes de gueules (Lucinge). ou Écartelé en 1 et 4 palé d'or et de gueules de six pièces et en 2 et 3 d'argent, à trois bandes de gueules. Couronne de prince Tenants : deux sauvages d'or. Cimier : Un bras brandissant une épée d'argent. Devise : Usque Quo. - - Faucigny-Lucinge, branche de Vevey : De sinople à trois bandes d'argent. - Faucigny-Lucinge, branche de Marlioz : Bandé d'argent et de gueules, la première bande de gueules chargée d'une étoile à huit branches de sable en chef. - Faucigny-Vozerier - Faucigny-Châtillon - Faucigny-Grésy ou Greysier (Grésier) | Fin du XIe siècle — Éteinte au XIIIe siècle — Branche détachée des Faucigny-Lucinge (XIIe siècle), vers XVIIIe siècle. Originaire de Faucigny(possessions : consulter l'article principal). |
|        | Famille de La Faverge (de Fabricis) D'azur à la croix d'or chargée d'une croix de gueules cantonnée de deux ancres aussi d'or aux 1er et 2e et de deux calices du même aux 3e et 4e. On trouve aussi la croix fichée; la croix de gueules bordée d'or; les ancres d'argent, cantonnant aux 1er et 4e , etc. Branches - La Faverge de Montpon - La Faverge de Cormand - La Faverge de Bévy | Anoblie vers le XVIe siècle — Branche aînée éteinte vers le XVIIIe siècle, — Branche La Faverge de Bévy subsistante en 2020. Originaire du Genève, fuyant le calvinisme. Seigneurs de Cormand et de Montpon. |
|        | Famille Favier du Noyer (Favier Dunoyer), puis Favier du Noyer de Lescheraine (1864) P. de gueules à la grue d'argent tenant sa vigilance de même, au chef d'azur chargé de trois bandes ondées du second ou de gueules à une grue d'argent dans sa vigilance d'or, au chef d'azur chargé de trois bandes ondées d'argent., | Attestée depuis le XVe siècle — Anoblie le 12 juin 1610 (Sénat de Savoie),. Subsistante en 2020. Originaire de Curienne (Bauges), famille paysanne ayant accédé à la magistrature, puis à la noblesse de robe. Barons du Noyer, du Châtel-sur-Conflans, seigneurs d'Alex, Chezenay, Minjoux, de La Biguerne et Saint-Maurice-de-Rotherens ; marquis de Lescheraine. Héritière du dernier membre de la famille de Lescheraine (1825), les membres de la famille sont autorisés à ajouter à leur nom celui de Lescheraine (Décret impérial no 12.149 en date du 2 mars 1864).                                                                          |
|        | Famille Favre D'argent, au chevron d'azur, accompagné de trois têtes de Maure tortillées d'argent., Couronne de comte Supports : un lion à dextre et une licorne à sènestre Devise : Fermeté, Branches, - branche bressane (aînée) : - Favre de Meximieux (Éteinte) - branche savoyarde : - Favre de Pérouges, dont premier Président du Sénat de Savoie, Antoine Favre, et son fils Claude Favre de Vaugelas, dont : - Favre de Vaugelas (Éteinte) - Favre de La Valbonne (Éteinte), dont Favre de Villaret - branche lyonnaise : de gueules à un chevron d'or accompagné en chef de deux trèfles et en pointe d'un besant de même. | Mentionnée au XIVe siècle (bourgeoisie de Meximieux) — Filiation fin du XIVe siècle — Anoblie au XVIe siècle — Branches bressanes et savoyardes éteintes,. Originaire de Meximieux (Bresse), dont des branches installées à Meximieux, Chambéry et Lyon,. Juristes qui achètent la maison des Charmettes en 1596, obtenant ainsi un titre honorifique. Comtes (obtenu en 1670 et érigé en comté en 1680) de Chanaz ; barons d'Aiguebellette, d'Arenthon, de Domessin, de Pérouges (Péroge, 1587) ; Seigneurs des Charmettes, de Bettonet, Félicia, La Valbonne (Lavalbonne), /Pérouges, Premery, St. Étienne, Vaugelas (Vaugelaz), Villaret, Yvoire. |
|        | Famille Fernex de Mongex (Montgey) Parti d'argent à un lion de gueules, couronné d'or, et d'azur à deux lances d'argent en sautoir accompagnées de quatre étoiles de même, deux en pal et deux en flanc., | Comte par L.P. (1824), — Subsistante en 2024. Originaire de Mégevette, famille bourgeoise de Thonon (XVIIe siècle), « adonnée au notariat et à la magistrature ». |
|        | Famille de Féterne De gueules au lion d'or. ou D'or au lion de gueules. Foras mentionne les deux blasons, mais souligne qu'il n'existe aucune preuve de leur usage. | Mentionnée vers le Xe siècle — Branche principale éteinte au XIIe siècle — Poursuite avec les vidomnes de Féternes jusqu'au XIVe siècle. Originaire du val d'Abondance (Chablais). Seigneurs de Bons, Brens, Conflans, Doussard, Évian, Excevenex, Féterne, Margencel, Marin, Notre Dame d'Abondance, Tournon. Au XIIIe siècle, les terres passent sous le contrôle de la Maison de Savoie. Les Compois de Féterne semblent avoir succédé en partie à cette famille. |
|        | Famille de La Fléchère D'azur, au sautoir d'or, cantonné de quatre aiglettes d'argent.,. Plusieurs branches en Savoie et canton de Vaud. | Mentionnée dès le début XIIIe siècle — filiation prouvée depuis 1370. Seigneurs de Beauregard, originaire d'Écosse, branche des Fletcher. Comtes d'Alex, la Flechère, Veyrier-Châtillon (1654) ; seigneurs en Genevois. |
|        | Famille de Foras D'or, à la croix d'azur.,. Couronne de Comte Supports : deux griffons de sable Cimier : une aigle de sable Devise : In cœlesti fortitudine (« En la force céleste ») et Intus et foras undique crucis amor (« Dedans et dehors toujours l'amour de la croix »),. Branche cadette - Bourgneuf de Balleyson | Mentionnée dès le XIIIe siècle — ses membres sont dits comtes de Foras à partir du XVIIIe siècle, inscription dans l'Etat de la noblesse de Savoie en 1700 (AR), confirmation du titre par L.P. du roi d’Italie en 1890. Subsistante en 2020. Originaire du château de Foras, au Bourgneuf, près Douvaine Chablais. Comte de Foras ; Seigneur de Beauregard, Bourgneuf, Bottolier, Chanaz, Chesabois, Chilly, Foncenex et Foras d'Amont, Montocornu, Murs, Mussel, Thuyset. |
|        | Famille de La Forest Divonne De sinople à la bande d'or frettée de gueules., Couronne ducale Cimier : une aigle éployée de sable, couronnée d'or. Supports : deux lions Devise : Tout à travers La branche aînée enveloppe son écusson d'un manteau de pair de France. | Patronyme La Forest mentionné depuis le XIIIe siècle sans preuves de rattachement — Filiation prouvée depuis le XIVe siècle,. Originaire du Petit-Bugey. Comte de La Barre, La Croix St. Alban, Verel et Dulin, La Forest ; seigneur en Savoie et Genevois. Noblesse de France 1650. Pair de France (1827), majorat de pairie au titre de baron-pair (1829). |
|        | Famille de La Frasse (de Fragia, Fracia ou Fraxia) D'or à l'ours rampant de sable/ Variantes : d'argent à l'ours rampant de sable contre une entre alaisée de sinople, fichée sur une champagne de même ou encore d'argent au bouc de sable saillant contre une entre de sinople sur un mont d'une pointe de même. | Mentionnée au XIIe siècle — Éteinte au XVIe siècle. Seigneurs de La Frasse (Faucigny), de Ferney/Fernex au pays de Gex, de Mons en Sémine, coseigneurs de La Val des Clets. |
|        | Famille Du Fresney (Dufresney) Palé d'or et de gueules, à six pièces, écartelé de gueules au frêne d'or. ou p. écartelé de Faucigny et de gueules au frêne d'or qui est de Fresney., Devise (moderne) : FORT A ROMPRE, | Mentionnée au XIVe siècle — Éteinte. Originaire du Faucigny. Reçoit du dauphin de Viennois des lettres patentes reconnaissant leur descendance de la maison de Faucigny en 1328, toutefois Amédée de Foras souligne que c'est très probablement de manière illégitime. Seigneurs du Fresney, du Châtelet, Hautetour ou Aultetour (St-Gervais), Montreynaud, de la Brosse, de Laudes, Saint-Laurent-de-la-Côte, barons de Saint-Ange (héritier des Villier Saint-Ange). |

### G
- A
- Ba
- Be–By
- Ca–Ch
- Ci–Cy
- D
- E–F
- G
- H–K
- L
- Ma
- Me–Mi
- Mo–N
- O–Q
- R
- S
- T–U
- V–Z

| Blason | Nom de la famille, blasonnement et devise | Période, possessions |
| ------ | --- | --- |
|        | Famille de Gantelet, de Gantelet d'Anières, puis de Gantelet d’Asnières de Veigy, de Gantelet d’Anières de Sales De sinople, à un lion léopardé d’or, la patte dextre antérieure enfilée dans un gantelet d’argent., | Mentionnée à Annecy au XVIe siècle — Subsistante en 2020. Originaire de Hauteville-sur-Fier. Anoblissement par lettres patentes de Charles-Emmanuel Ier (1615, confirmations en 1629 et 1638). Naturalisée française par L.P. d'avril 1787, maintenue de Noblesse par L.P. du 7 septembre 1788. |
|        | Famille Gay, Guex, puis Gay de Lupigny Fascé d'or et d'azur, au chef de gueules au lion hissant d'or., | Mentionnée au XVe siècle. Originaire de Genève, avant l'implantation à Vulbens (Genevois) dès 1450. Famille notariale, au début du XVIIe siècle. Anoblissement par lettres patentes de Victor-Amédée II (28 novembre 1696). Baron de Lupigny (août 1776, commune de Boussy). |
|        | Famille de Gemilly, Gimilly ou Jumilly (latin De Gimilliaco) Losangé d'argent et de sable. | Mentionnée dès le XIIIe siècle — Éteinte au XVIe siècle (Foras) ou vers la fin du XVIIe siècle. Originaire de Gémilly (hameau de Mercury, Savoie Propre). Coseigneurs de Marthod, Cornillon et de La Val des Clets. |
|        | Maison de Genève (Géroldiens, comte de Genève) D'argent à la bande d'azur accompagnée de deux lions du même. (Genève ancien, v. 1127) D'or à quatre points équipolés d'azur. (Genève moderne, vers 1280) Branches - de Gex ou Genève-Gex (XIIIe siècle-XIVe siècle). - de Genève, Marquis de Lullin - Branche de Genève-Lullin à la cotice de gueules brochant.,. - Devise : APTE NON ARCTE (« Justement mais non étroitement. »). - Branche de Genève-Boringe à la cotice de sable brochant. - Branche de Genève-Montagny Ecartelé de Genève et Montagny. | Mentionnée au début du XIe siècle — Branche aînée éteinte en 1394, les droits passent à des cousins, comté est acheté par la maison de Savoie — Maintien des branches cadettes seigneurs d'Anthon, Lullin, Varey, etc.. Originaire du Comté de Genève. (possessions : consulter l'article principal). |
|        | Famille Gerbais de Sonnaz, parfois Gerbaix D'azur, au chef d'argent chargé de trois étoiles de gueules., Cimier : une tête de chien de gueules. Devise : "SI N'ESTOIT" ou "RELIGIO PATRIAE". La branche, devenue aînée au XVe siècle, écratèle de Châtillon ( aux deux et trois d'argent à la croix de gueules.). Plus tard, écartèle d'Alby (losangé d'argent et de gueules.), puis : Ecartelé de Châtillon et d'Alby et sur le tout de Gerbais. - Gerbais-Sonnaz d'Habères (branche cadette) : Ecartelé de Gerbais et de Châtillon.                      | Mentionnée au XIIIe siècle. Originaire de Belley (Bugey). (possessions : consulter l'article principal). |
|        | Famille Gex ou Gex (de), olim Jai/Jay D'azur au lion d'or lampassé de gueules, à la fasce de même chargée de trois roses d'argent brochant sur le tout. | Anoblie en 1563, — Éteinte au XVIIIe siècle. Originaire du Faucigny. Le châtelain Charles Jay, châtelain de Samoëns, achète une terre aux Lucinge. Anobli par patentes le 1er mars 1563, prenant le nom de Gex, seigneur de Vallon,. Comte de Taninges ; baron de Saint Christophe (1622) ; seigneur de Arbusigny, Montfort ; coseigneur de Cluses, Nernier (Faucigny). |
|        | Famille de Gilly D'or à trois fasces de gueules à la bande d'argent, brochant sur le tout, chargée de trois corneilles de sable., | XIIe – XVIe siècle av. J.-C.. Barons de Gilly ; seigneurs de Rochefort, Villarayon ; coseigneurs de Cons-Sainte-Colombe, Marthod et Cornillon. |
|        | Famille de Gingins D'argent semé de billettes de sable, au lion naissant du même brochant., | Apparue vers le XIIe siècle — Éteinte en 1911. Branche colatérale de la famille de Divonne (Pays de Vaud). Baron Divonne (avec une partie du pays de Gex - Savoie),. |
|        | Maison de Grailly (Grilly) D’or, à une croix de sable chargée de cinq coquilles d’argent., Branches - Grailly-Villagrand - Grailly-Veigy (Grailly-Villagrand-Veigy), qui porte brisé d'argent à la croix de sable chargée de cinq coquilles d'or. - Grailly-Foix | Attestée vers 1120. Originaire du village de Grilly (Pays de Gex, comté de Genève). Implantée en Gex, Savoie, puis Guyenne et Gascogne à partir du XIIIe siècle, dont les comtes de Foix (Captal de Buch),. |
|        | Famille Greyfié de Bellecombe. D'or à l'ente (ou greffe) sur une tige de sinople., | Mentionnée vers la fin du XVe siècle — Anoblie en 1737. Subsistante en 2020. Originaire d'Annecy, puis installation en Tarentaise. Anobissement par charge en 1737, titre de comte en 1825. |
|        | Famille de Greysier ou Grésy (de) Palé d'or et de gueules de six pièces, (à la fasce d'argent). | Apparue vers le XIIe siècle — Probable branche cadette de la maison de Faucigny,. Originaire du Faucigny, seigneurs de Grésy (Grésy-sur-Aix, près d'Aix-les-Bains, en Pays de l'Albanais). Seigneurs de La Balme-de-Sillingy, La Chambre, Châteauneuf, Choisy, Chuyt, Compois, Cusy, Greysier et Cessens, Montaimont, Montrottier, Sacconex,. |
|        | Famille de Grolée Gironnée d'or et de sable de huit pièces. (en Bugey — Dauphiné), Devise : Je suis Grolée Branches cadettes - Grolée-Meuillon, Mévillon ou Mévouillon, qui porte Gironnée d'argent et de sable de huit pièces. - Grolée, branche de Viriville (comtes et marquis), qui porte Gironné d'argent et de gueules et une couronne d'or en abîme., | Vers 1180 — Éteinte vers le XVIIe siècle,. Originaire du Bugey, installée en Dauphiné,. (possessions : consulter l'article principal). |
|        | Famille Guillet de Monthoux(olim, Mayor ou Majours) D'azur à trois mufles de léopards d'or, couronnés d'argent., Ne pas confondre avec les familles de Monthoux (Genevois, voir ci-après) et Montou (Savoie) ou la famille homonyme dauphinoise : d'azur, à trois têtes de léopards arrachées et couronnées de 3 pointes d'argent.. | Filiation des Mayor depuis 1290, sept générations, avant le changement de nom (selon Guichenon) — filiation prouvée de la seconde famille de Guillet depuis 1500 (selon Foras) — preuves en 1780 — Éteinte au XIXe siècle. Originaire de Crans, près de Nyons (canton de Vaud),. Elle portait le nom de Mayor avant que François Majour ou Mayor « quitte ce nom pour prendre celui de sa mère, fille et héritière de noble Jean Guillet, seigneur d'un maison forte rentée de ce nom ». Transportée à Genève et à Thonon, puis Annemasse. Achat de la baronnie de Monthoux (1532),. Seigneurs puis barons de Monthoux (1532). Barons de Marcossey, de Sénoches. Seigneurs d'Annemasse, Balmont, Collonges, Draillant, Pougny, Vétraz. Coseigneurs de Ville-la-Grand. Voir aussi le château des Guillet-Monthoux à Thonon. |

### H à K
- A
- Ba
- Be–By
- Ca–Ch
- Ci–Cy
- D
- E–F
- G
- H–K
- L
- Ma
- Me–Mi
- Mo–N
- O–Q
- R
- S
- T–U
- V–Z

| Blason                      | Nom de la famille, blasonnement et devise | Période, possessions |
| --------------------------- | --- | --- |
| palé d'argent et de gueules | Famille d'Hauteville ou d'Auteville Palé d'argent et de gueules de huit pièces. - Palé d'argent et de gueules de huit pièces, à la fasce d'azur, brochant sur le tout. | Vers le XIIe siècle-fin du XVe siècle. Originaire du comté de Genève. Seigneurs et coseigneurs d'Hauteville, Creste (Crête, commune de Versonnex), vidomne de Genève au XIIIe siècle, |
|                             | Famille d'Humilly (parfois du Milly) De sable, au cerf d'or passant.. Devise : HUMILIS CORDE (« de cœur humble »). Cette devise est donnée par Foras qui précise « à titre de fantaisie héraldique, sans autre autorité ». | Noble vers 1337, maintenue en 1566. Humilly de Chevilly et de Serraval subsistante en 2020. Originaire du hameau de Chevilly à Viry (Comté de Genève). Seigneurs de Chevilly (maison-forte), Germagny (Viry), co-seigneurs de Serraval et de la Val des Clets.                                           |
|                             | Famille de Juge (de Pieuillet) D'azur à trois roses d'or. (Champaneis, comte palatin, en 1498),. Serait identique à la famille de Juges, de Lyon, selon l'historien et généalogiste suisse Galiffe. - d'azur au sautoir d'or chargé de cinq roses de gueules., selon Besson. Branches - les seigneurs de Candie auraient porté d'azur au sautoir d'or chargé de cinq roses de gueules. (selon Foras) - les seigneurs de Pieuillet. | Anoblie en 1498, réhabilitation de noblesse le 20 janvier 1592, preuves en 1723. Subsistante en 2024. Originaire de Rumilly (Genevois), famille bourgeoise, anoblie par LP (20 août 1498),. Accord ducal de lettres d'ancienne noblesse (1598). Seigneur de Pieuillet (Marcellaz-Albanais) et de Candie. |

### L
- A
- Ba
- Be–By
- Ca–Ch
- Ci–Cy
- D
- E–F
- G
- H–K
- L
- Ma
- Me–Mi
- Mo–N
- O–Q
- R
- S
- T–U
- V–Z

| Blason | Nom de la famille, blasonnement et devise | Période, possessions |
| ------ | --- | --- |
|        | Famille de Langin D'azur à la tour d'or avec un pan de mur de même senestre., | Apparaît vers le XIIe siècle (1113). Vassaux de la maison de Faucigny, puis en 1179 des comtes de Genève. Passe à la maison d'Allinges par mariage en 1509. Seigneurs de Ballaison, Bardennuche, Brens, Bons, Buffavent, Cholex, Collonges, Dingy-Saint-Clair, Greysier, Langin (Tour de Langin), Mieussy, Veigy, Verrières, Vigny, (Chablais). |
|        | Famille Le Blanc de Cernex Parti en bande d'argent et de gueules au cygne du premier membré d'or sur le champ de gueules grimpant contremont à dextre les aisles estendues. Foras précise « il n'est pas surprenant, avec une description aussi peu claire, que les non initiés l'aient mal comprise ; ainsi un vieux cachet de famille porte : tranché de gueules et d'azur (où avait-on pu trouver cet émail ?) à la cotice d'argent br. s. 1. t. supportant un cigne grimpant (à dextre du spectateur, c'est-à-dire) à senestre. » Cimier : Un cigne de même (autant que cela est possible). Devise : DOCE ME VOL VNTATEM TVAM.                                               | Anoblie en 1572. Originaire de La Rochette (Savoie). Acquisition de Cernex par mariage, en 1813. |
|        | Famille de Lescheraine D’azur à la bande écotée d’or (ou d'argent)., Couronne : de marquis Cimier : Selon les versions courantes, présentées par Foras, une Vérité de carnation à double queue, tenant de la main dextre un miroir et de la senestre une banderolle avec la devise, écaillée de sinople en feuilles de coudrier.. Pour le comte, ce dernier attribut n'a pu être ajouté que par les nobles de Coudrey, héritiers des Lescheraine. Pour Seyssel-Cressieu : écaillée de sinople en feuilles de coudrier ou Une sirène à double queue, de carnation, tenant à la main dextre un miroir. Supports : deux sirènes à double queue, Devise : Sine macula (sans tache),. | Apparaît vers le XIIIe siècle. Disparition au XIXe siècle. Originaire des Bauges (Comté de Savoie). Marquis de Bauges/Lescheraines (1682) ; comtes de Leschaux, Vinadio et Sambuco ; seigneurs de Les Allues, La Charnée, La Compôte, Pertengo.                                                                                                 |
| blason | Famille de Livron (de Lyvron) de gueules à la bande d'argent accostée de deux cotices de même. Cimier : Un dextrochère armé d'or, tenant horizontalement, comme pour parer, un cimeterre d'argent à ta garde d'or. Supports : Deux lions contournés Ne pas confondre avec les Livron de Bourbonne (Dauphiné, puis Champagne, Lorraine). | XIIIe siècle,. Originaire du Pays de Gex, château dit la Molle, le Molard ou la Molière de Livron (Collonges),. Implantée en France, en Savoie, en Pays de Vaud, Neuchâtel et Genève. |
|        | Famille de Loche Partie de gueule à trois glands d'or au chef d'argent et au croissant montant d'azur. | Apparaît vers le XIVe siècle. Originaire de Magland (comté de Genève), lignée de notaires. Comtes de Vanzy ; barons de Saint Martin ; seigneurs de Châtel, Fléchère (Vanzy) ; conseigneurs de Bozel, Servoz,. |
|        | Famille de Luciane D'or à deux brochets adossés, d'azur. | À partir du XIIIe siècle. Originaire de Maurienne. Possessionnée à Saint-Martin-de-la-Porte. Nom et armes passent en 1479 à un membre de la famille Mareschal, donnant naissance à la branche des Mareschal-Luciane,. |
|        | Famille de Lucinge D'argent, à trois bandes de gueules., Devise: USQUE QUO (Jusque là) | À partir du XIIe siècle. Famille dont le nom et les droits passent, par héritage, à une branche cadette de la maison de Faucigny, les Faucigny-Lucinge,. Sénéchaux de Faucigny, etc.. |
|        | Famille de Luyrieu(x) D'or au chevron de sable.,. Cimier : un dragon d'or clariné d'argent. Supports : deux anges au naturel. Devise: Belle sans blasme/blâme. | Apparaît vers le XIIe siècle. Originaires de Belley (Bugey). Possessions en Bugey et en Savoie. |

### Ma
- A
- Ba
- Be–By
- Ca–Ch
- Ci–Cy
- D
- E–F
- G
- H–K
- L
- Ma
- Me–Mi
- Mo–N
- O–Q
- R
- S
- T–U
- V–Z

| Blason | Nom de la famille, blasonnement et devise | Période, possessions |
| ------ | --- | --- |
|        | Famille de Machard D'argent à trois pals de gueule au chef d'azur chargé de deux lions issants affrontés d'or. Branches cadettes - Machard de Chillaz - Machard de Chassey | Anoblie par lettres patentes le 26 mars 1491,. Subsistante Seigneurs de Chassey (Fillinges), de Chillaz (Fillinges), Loëx, de Pierre, coseigneurs du Val de Bozel. |
|        | Famille Maillard de Tournon, Maillard olim Perrin (ou inversement) ou encore Perrin-Maillard D'azur, à un oiseau d'argent, becqué et membré de gueules, posé en bande. | Mentionnée au XIVe siècle. Qualifiée de noble après le XVIe siècle. Originaire de Rumilly, famille bourgeoise (Genevois). Marquis de Saint-Damien et Pallières en Piémont, d'Alby, comtes de Tournon, barons du Bouchet et de Chevron en Savoie. Les aînés sont marquis d'Alby (1681), comte (1569), puis marquis de Tournon.                                    |
|        | Famille de Maistre D'azur, à trois soucis tigés et feuillés d'or. (alias trois tulipes) | Apparue en Savoie au XVIIIe siècle. Une branche savoisienne, anoblissement par charge (1740), comte (1778), et une autre piémontaise. Subsistante en 2024. Originaire du comté de Nice. (possessions : consulter l'article principal) |
|        | Famille de Marcossey, olim Fornier/Fournier de Marcossey (Marcossay) D'azur au lévrier d'argent accolé de gueules., Foras : « Marcossey de Viuz-en-Sallaz, dont le véritable nom est Fornier et originaire de Cluses », probable origine, selon les armes que leur attribuent Besson, avec les Fornier/Fournier de Thônes. branches - Marcossey de Scionzier (Miossinge) - Marcossey de Viuz | Vers XIVe siècle Originaire de Cluses (Faucigny). Seigneurs de Miossinge (Myozinge, Scionzier, Faucigny), Marcossey (Viuz-en-Sallaz, Faucigny), de Mussel (Scionzier). Jean de Marcossey : seigneur de Goint, Essey, Passavant, baron de Saint-Georges d'Haussonville en Lorraine, comte (1618)                                                                  |
|        | Famille Mareschal (Maréchal) parfois Mareschal de Montmélian D'or, à la bande de gueules, chargée de trois coquilles d'argent. Devise : PORTANTUR STEMMATA COELO et ASSEZ À TEMPS. Branches - Mareschal-Meximieux : D'or à la bande de gueules, accompagné de six coquilles du même rangées en orle. (éteinte au XVIe siècle dans la famille de Seyssel) - Mareschal de Saint Michel de Maurienne dont les branches : - Mareschal (de) Duyn (de) La Val d'Isère : Écartelé 1 et 4 d'or à la croix de gueules (de Duyn), 2 et 3 d'or, à la bande de gueules, chargée de trois coquilles d'argent (de Mareschal). (voir ci-dessus) dont : - Marquis de Marclaz - Maréchal de Saumont - Maréchal-Luciane : Écartelé 1 et 4 d'or à la bande de gueules, chargée de trois coquilles d'argent (de Mareschal), 2 et 3 d'or à deux brochets adossés, d'azur (de Luciane).                                                                                             | Apparue vers la fin du XIIe siècle (Premiers maréchaux de Savoie). Éteinte en ligne masculine. Branche en ligne féminine des Mareschal de Luciane, subsistante en 2020. Originaire de Montmélian (?). Marquis de Marclaz (1671). Comtes de Somont/Saumont, de la Val-d'Isère (obtenu en 1540, érigée en baronnie en 1617) ; vicomtes de Tarantaise (1540), etc.. |
|        | Famille de Mareste D'azur à deux fasces d'argent et à la bande de gueules brochant sur le tout. Devise: À la gloire marche, à Dieu seul je m'arreste ou À Dieu seul je m'arreste. | Apparu vers... Originaire de Chautagne. Marquis de Lucey (1654), Saint-Agneux (1684) ; Comtes de Rochefort ; barons de Champrovent, etc.. |
|        | Famille de Martin, ou Martin du Fresnoy (parfois Dufresnoy) D'or au sautoir de sable. ou D'argent au sautoir d'azur. | Mentionnée en 1228. Marquis de Cluses (1699) ; Seigneur de Blanzy, de Chuyt, de Clartans, de Compois, d'Ezery, de Loysin, de Mussel, de La Perouse, de Pormonay, de Symond ; coseigneur de Montvuagnard, de la Vallée de Bozel. |
|        | Famille de Martin-Salière d'Arve D'argent semé de myosotis d'azur tigées de sinople, boutonnées de gueules., Écartelé aux 1 et 4 tranché de gueules sur or à la râtelle/rastelle [colonne vertébrale] de poisson posée en bande de l'un en l'autre (qui est d'Arves) ; aux 2 et 3 de gueules à la salière d'or, au chef d'azur chargé de deux étoiles d'argent (qui est de Salière) ; en abyme et sur le tout d'argent semé de myosotis sans nombre, feuilles de synople, fleuris d'azur, boutonnés de gueules. (XIXe siècle) Héritage par mariage en 1604, des noms, biens et titre des Salière d'Arve,. La famille d'Arve avait déjà relevé les Salière. - Famille d'Arves : tranché de gueules sur or à la ratelle de poisson posée en bande de l'un en l'autre. - famille Salières(Sallières, Sallière) portait de gueules à la salière d'or, au chef d'azur chargé de deux étoiles d'argent. Devise : Armatos vinco. Branches - La Chambre ; - Lachenal. | Anoblie en 1517,. Dernier représentant mort en 1940. Originaires de La Sausse à Saint-Colomban (Maurienne). Comtes de Cuines et Villards (1699) ; barons de Sainte-Marie-de-Cuynes ; seigneurs de Combefort, Le Pontet, Ribaud. |

### Me à Mi
- A
- Ba
- Be–By
- Ca–Ch
- Ci–Cy
- D
- E–F
- G
- H–K
- L
- Ma
- Me–Mi
- Mo–N
- O–Q
- R
- S
- T–U
- V–Z

| Blason | Nom de la famille, blasonnement et devise | Période, possessions |
| ------ | --- | --- |
|        | Maison de Menthon De gueules, au lion d'argent, à la bande d'azur, brochant sur le tout. Devise : Partout Menthon, toujours Menthon Branches - Menthon-La Balme De gueules, au lion d'argent, à la bande d'azur, brochant sur le tout, chargeant la bande d'une coquille d'argent mise en chef pour brisure. - Menthon-Beaumont - Menthon-Lornay : De gueules, au lion d'argent, à la bande d'azur, brochant sur le tout, chargeant la bande d'une rose d'or mise en chef pour brisure. - Menthon-Marest - Menthon-Montrottier - Menthon-Rochefort | Apparue vers le Xe siècle. Menthon d’Aviernoz branche subsistante en 2024. Originaire de Menthon (comté de Genève). Comtes de Menthon, d'Aviernoz et de la Grimottière (1699). (possessions : consulter l'article principal). |
|        | Famille de Menthonay, Menthonnay ou Menthonay de la Tour De gueules au sautoir d'argent cantonné de quatre coquilles du même. | Originaire de Menthonnex (comté de Genève). Seigneurs des châteaux de Truchet et de la Petite-Balme à Sillingy. dont : Jacques (cardinal), Guillaume (évêque de Lausanne) |
|        | Famille de Metral de Châtillon D’azur à trois bandes d’or au chef d’argent chargé de trois étoiles (ou molettes) d’azur. | XVIe siècle — Eteinte avec la mort de Joseph-Joachim-Xavier Métral en 1794. Originaire du Chablais. Marquis de Chignin (1779, par achat), de Thônes (1744, par mariage) ; seigneurs de Châtillon, Cruseilles, Épagny, Gruffy, Maugny, Monêtier, Mornex, Notre-Dame-de-Briançon, Pallud, Rumilly ; coseigneurs de Mons, Montjoye, Thollon. |
|        | Famille Michaud Tranché d’or au lion de sable, armé et lampassé de gueules, brandissant une épée d’argent et au 2 par une ligne canelé de 14 pièces de gueules à 2 bandes d’argent. | Anoblissements par LP 21 juin 1816 et 16 juin 1846. Subsistante en 2024. Originaire de Mognard (Pays de l'Albanais). |
|        | Famille Milliet D'azur au chevron d'or, chargé d'un chevron de gueules, accompagné de trois étoiles d'or deux en chef, et une en pointe. Écartelé, aux 1er et 4e d'argent, à deux lions issans de sinople, armés et lampassés d'or, à la fasce de gueules côtoyée de deux filets de même ; aux 2e et 3e de gueules, à la bande d'argent, accompagnée de deux cotices de même ; sur le tout d'azur, au chevron d'or, vuidé de gueules, accompagné de trois étoiles d'or, à une hydre issant, à trois têtes de sinople, couronné et langué de gueules, posé en chef. Note: « Vuidé » (=vidé) est ici fautif. le chevron est en fait « rempli » de gueules. Supports : deux griffons de sinople Cimier : trois têtes d'hydre Devise : Vigili prudentia servor. | Remonterait au XIIIe siècle — anoblie au XVIe siècle. Milliet de Faverges et de Challes subsistante en 2024. Originaire de Genève. Marquis d'Arvillard (1678), de Challes (1669), de Faverges (1644) ; comtes de Sacconex ; seigneurs en Genevois et Savoie.                                                                              |
|        | Maison de Miolans Bandé d'or et de gueules ou Bandé de gueules et d'or de six pièces. Devise : Force m'est. Branches cadettes - Miolans-Urtières : barré d'or et de gueule à la bande de losanges accolés de l'un en l'autre., | Apparue vers le XIe siècle — Éteinte en 1523. Comtes de Montmayeur ; vicomtes d'Aiguebellette, de Maurienne ; barons de Cusy, Hermance, Montfalcon. |

### Mo à N
- A
- Ba
- Be–By
- Ca–Ch
- Ci–Cy
- D
- E–F
- G
- H–K
- L
- Ma
- Me–Mi
- Mo–N
- O–Q
- R
- S
- T–U
- V–Z

| Blason            | Nom de la famille, blasonnement et devise | Période, possessions |
| ----------------- | --- | --- |
|                   | Famille Monon, alias Perrin dit Monon D'azur, à un oiseau d'argent, becqué et membré de gueules, posé en bande., Selon Foras, la famille serait « presque certainement de la même souche que les Perrin dit Maillard » (cf. Maillard de Tournon ci-dessus).                | Anoblie en 1424 par L.P., — Fin XVIe siècle. Originaire de Rumilly. |
|                   | Famille de Montbel D'or, au lion de sable, armé et lampassé de gueules, à la bande componée d'hermine et de gueules de six pièces (brochante sur le tout). | Remonterait au XIe siècle, attestée au XIIe siècle. Originaire du comté de Savoie. Seigneurs, comtes de Montbel et de Saint-Pierre-d'Entremont. Seigneurs de Montellier, de Nattage, de Saint-Maurice et de Saint-André de Brior. |
|                   | Famille de Montfalcon Aux 1 et 4 d'argent à l'aigle éployée de sable, membrée et becquée d'or; aux 2 et 3 d'hermine et de gueules., branches dont - de Flaxieu - Seigneurs de Cevins - branche genevoise                                                                   | Mentionnée à la fin du XIe siècle. Originaire de Montfalcon (Pays de l'Albanais). Comtes de Saint-Pierre-de-Soucy et de Château-Blanc. (possession : consulter l'article principal). |
| trois pals d'azur | Famille de Montfort D'or à trois pals d'azur. ou Palé d'or et d'azur. Les armes sont semblables à celle de la famille de Ternier, dont les Montfort seraient une branche cadette Devise : Me fault tenir. ou Me faut tenir mon fort.                                       | Fin XIIIe siècle. Comtes de Montfort (Comté de Genève) ; seigneurs de Boisy, La Cour. Portent le titre de seigneurs de Conzié à partir de 1546 et cela pendant 2 siècles,. |
|                   | Famille de Monthoux ou de Monthouz D'or, au chevron de gueules., Branches cadettes - Monthouz du Barrioz | Attestée au XIIIe siècle. Originaire de Duingt. Comtes du Barrioz, d'Argonay et de Saint-Martin, seigneurs de Duingt et Châteauvieux, de Leschaux, de Marcellaz, de Montagny, de Monthoux ; coseigneur de Cornillon et Marthod. |
|                   | Maison de Montmayeur D'argent, à l'aigle éployée de gueules, becquée et membrée d'azur. cimier : une aigle de même supports : deux aigles de même. Devise : Unguibus et rostro (par les ongles et le bec !). Cri de guerre : A moi, Montmayeur !                           | Apparue vers le XIIe siècle — Éteinte en 1487 — Relevée au XVe siècle par Jacques II de Montmayeur, issu d'une branche cadette installée en Tarentaise. Peut-être issu de la branche de Briançon (Tarentaise), héritière de leurs titres par mariage. Comtes de Montmayeur et de Brandis ; barons de Cusy, de Villarsallet, de Bussy, de Silans et d'Hermance. |
|                   | Famille de Montvuagnard, Vuagnard, Montvagnard ou Vagnard (Wagnardi) D'argent au lion de gueules, à la cotice d'or et de gueules brochante., | Citée en 1283 — Disparue au XVIIe siècle. Seigneurs de Boëge (par mariage en 1425), Lornay, château de Mécoras (Ruffieux), Château de Montfalcon, Château de Montvuagnard, Château de Pierrecharve (par mariage en 1507), Rochefort, Senoches, Les Tours (Ayse, XIVe siècle). |
|                   | Maison de Mouxy Échiqueté d'or et d'azur de quatre tires.,. Devise : Honor aut mors (Honneur ou mort) ; Pacta Tuentur (...) Branche - Maison de Mouxy de Loche : écartelé, aux 1 et 4 échiquetés d'or et d'azur de quatre traits ; aux 2 et 3 de gueules, au sautoir d'or. | Apparue vers le XIVe siècle. Originaire du comté de Savoie. Marquis d'Hermance (1596) ; Comtes d'Arlod, Loche (ancienne seigneurie de Mognard, érigée en comté en 1683) et Mognard ; Barons de Lupigny, Montfalcon, Montfort, St. Jeoire Seigneurs de Boussy, Cessens, Chapelle, Charosse, Châtel, Féternes, Lupigny, Mouxy, Pérouse, Planchamp, Pontchy, St. André, Thônes ; Coseigneurs de Ballaison, Clermont, Hauteville, château de Longefan.                                                                        |
|                   | Famille Noyel de Bellegarde, parfois Noël ou Noé D’azur, à la fasce d'or courbée rayonnante et étincelante vers la pointe, (à partir de 1540, par concession) au chef du même chargé d’une aigle à deux têtes de sable.                                                    | Anoblie à la fin du XVe siècle,. Jean Noyel, général des finances et trésorier de Savoie, petit-fils de notaire, ajoute à son nom Bellegarde à la suite de l'achat du château, en 1470,. Originaire de Montmélian (comté de Savoie). Marquis de Cervens et Corsinge (1693), Les Marches (1682) ; comtes de Boringes, Entremont, Nangy ; seigneurs de Bellegarde, Bernex, Charmoisy, Draillant, Loys, Mieudry, Montgelaz, Saint-Cergues, Saint-Paul, Thonon, La Tour de Servette, Villarbigny ; coseigneurs de Montdragon. |

### O à Q
- A
- Ba
- Be–By
- Ca–Ch
- Ci–Cy
- D
- E–F
- G
- H–K
- L
- Ma
- Me–Mi
- Mo–N
- O–Q
- R
- S
- T–U
- V–Z

| Blason      | Nom de la famille, blasonnement et devise | Période, possessions |
| ----------- | --- | --- |
|             | Famille d'Orlier, Dorlier, d'Orlyé, d'Orlyer D'or à l'ours de sable rampant (alias debout), langué et armé de gueules., Devise : Tout par Fortune (Omni Fortuna) Branche - Orlier de Saint-Innocent : De sable à l'ours rampant d'or. | Mentionnée au XIIIe siècle. Filiation remontant à 1344,. Originaire de Savoie. Barons (1662) puis marquis de Saint-Innocent (1682). (possessions : consulter l'article principal). |
|             | Famille de La Palud, Pallud, Palu De gueules à la croix d'hermine,. Cimier : un ours Devise : Mourir plutôt que se souiller (Mourir plustost que le souiller) Branche - La Palud-Varembon                                             | Première mention au XIIe siècle - Éteinte au début du XIXe siècle. Originaire de la Bresse. (possessions : consulter l'article principal). |
|             | Famille de Perret, Perret d'Hauteville D'or à la bande de sable chargée de trois dagues dont la pointe est tournée vers le cimier., Devise : VIRTUS ET ENSIS (La vaillance et l'épée) Branche - Perret d'Angloz (subsistante en 2020) | Anoblissement en 1626. Famille bourgeoise. Achat de la seigneurie d'Hauteville (1724), comte de Hauteville sur Rumilly (1775) ; Seigneurs de Le Mollard, Truaz ; coseigneur de La Bastie Dardel. |
|             | Famille de Pingon D'azur à une fasce d'or. ou De geule à trois gerbes d'or.. Devise : Soli Deo Gloria Branche - Pingon-Cusy : d'azur à une fasce d'or, flanquée de deux pointes d'argent appointées vers la fasce. (branche cadette)  | Éteinte en 1819. Comtes de Sallenôves (par mariage) et de Pingon ; barons de Cusy ; Seigneurs de Prémeyzel, de Prangin en Bugey, de Savigny, de Salins et de Marlioz (par mariage). |
|             | Famille Pobel De sinople, à la bande d'or, chargée de trois coquilles de sable. | Apparaît vers le XVIe siècle. Originaire de Bonneville (Faucigny). Comtes de Saint-Alban (achat du château en 1584, érigé en baronnie en 1598, puis en comté en 1608) ; barons de La Pierre (ou des Pierres en pays de Gex en 1654), de Châteauneuf ; seigneurs de Anières, Anuys, Ayse, Boisy, Chignin, Collonges, La Croix, Farges (1565), Le Molard, Péron (1654), Pontchy, Pougny, Pressy, Saint-Étienne, Saxel ; coseigneur de La Colliette.                                                 |
| bande ondée | Famille Du Pont D'azur à la bande ondée d'argent. | Mentionnée vers le XIIIe siècle. Disparition au XVIIe siècle. Originaire de Pontamafrey (Maurienne) où les premiers membres surveillaient le pont sur l'Arc, hommes-liges des vicomtes de La Chambre. Possessions d'une quarantaine de maisons fortes au XVIe siècle, entre Saint-Michel-de-Maurienne et Myans. Seigneurs de Burgin (Sainte-Marie-de-Cuines), Combremont (pays de Vaud), Montarlot (Saint-Etienne-de-Cuines), Myans, Saint-Michel, Siens (?), Villaret (Le Châtel), Vorgerey (?). |

### R
- A
- Ba
- Be–By
- Ca–Ch
- Ci–Cy
- D
- E–F
- G
- H–K
- L
- Ma
- Me–Mi
- Mo–N
- O–Q
- R
- S
- T–U
- V–Z

| Blason | Nom de la famille, blasonnement et devise | Période, possessions |
| ------ | --- | --- |
|        | Famille de La Ravoire, La Ravoyre, Ravoyria, Ravoria Palé de six pièces d'argent et de gueules, à la bande d'azur brochant sur le tout. Les documents anciens favorisent la confusion entre les familles des Ravoire (Montmélian), des Rivoire (Dauphiné) et des Rovéréa (Chablais) puisqu'ils retranscrivent leurs noms de la « même manière et en une douzaine de formes différentes ». Par ailleurs, Foras indique d'autres familles homonymes moins importantes, avec les Ravoire, Ravoyre et Ravoire de Queige,. Branches - de Montmélian ; - de Saint-de-Jean-de-la-Porte ; - de Saint-Alban-Leysse ; - de Passy-Chamonix. | Remonterait au XIIe siècle,. Eteinte au XVIIIe siècle. Originaires de La Chavanne et Planaise (à proximité de Montmélian, comté de Savoie) (peut-être issue de la maison de Miolans,). Barons de Charansonnay ; seigneurs Châteaubochard, la Colliette, la Croix, Les Marches, Mollard, La Ravoire, Saint Alban, Silans, Tresserve ; coseigneurs de Cavallerleone, Escrivieux, Massigneu.                                           |
|        | Famille de Reydet, Reydet de Vulpillières D'azur, à la fasce d'or, accompagnée en chef de deux étoiles du même et en pointe d'un croissant d'argent. Les auteurs de l'Armorial historique de Bresse (1878) indiquaient d'azur, à la fasce d'or, accompagnée de deux étoiles de même en chef et d'un croissant aussi d'or en pointe. | Louis de Reydet, notaire de la Chambre apostolique, anobli par lettres de noblesse en 1560. Subsistante en 2024. Comtes de Vulpillieres, de Choisy et de La Balme. Barons de Grilly. Seigneurs de Manigod, de Rogemont, de Montmirel, de Pressy, de Pymont , d'Hauteville, de La Croix d'Aiguebelle, de Lermineux (ou d'Hermineux) , d'Annieres , de Balmont (ou Belmont).                                                          |
|        | Famille de Riddes (De Rida) Azur à la tour d'or senestré d'un pan de mur de même et crénelé comme la tour ouvert d'un portique sur lequel est une étoile d'or., Branches - Riddes de Belletour - Riddes de Charbonnière | XVIe siècle. Originaire de Riddes (Valais), installée v. 1560 à Flumet (Faucigny),, héritiers des Salins (1607). Seigneurs de Bellecombe, Belletour, Bellevarde, Blay, Charbonnière, La Croix, Le Rosey, Saint Paul, Saint Thomas des Esserts, la Val de Bozel, la Val des Clets. Châtelains en Haut Faucigny sur 4 générations (Bonneville, Beaufort, Flumet, Charousse, etc.)                                                     |
|        | Famille de Rivoire (ou Rivoire de la Bâtie) D'or, à trois (chênes) arrachés de sinople, rangés. Fascé d'argent et de gueules, à la bande de France. La bande, chargée d'abord de fleurs de lys sans nombre, subit plus tard la réduction au nombre de trois, qu'avait adopté la maison royale. (après réunion du Dauphiné à la France) Fascé d'argent et de gueules de six pièces, a la bande d'azur chargée de trois fleurs de lis d'or. (Foras) L'auteur C. Mulleur indique quant à lui : D'or au chevron d'azur, chargé en chef d'un soleil d'or et en pointe de deux croissants d'argent,.                                   | Mentionnée au XIIe siècle. Originaire du Dauphiné. Seigneur de La Bâtie Montgascon, Domessin, Lay, Pancalieri, Pont de Beauvoisin, Rochefort ; coseigneurs de Balmont, Cervens, Faverges, Pierre-Châtel, Rochefort. |
|        | Famille de Rochette D'azur à un chef-pal du champ bordé d'or et chargé de cinq étoiles du même posées en tau(à confirmer)., Branche - La Croix de La Rochette | Chevaliers originaires du Chablais. Comtes de Arâches, La Croix, Scionzier (1699) ; barons de Beaufort, Donjon, Salagine (par mariage, 1675), Villard, Burdignin, Cohendier et Villard (1684) ; seigneurs de Bourgeal, Hermineur, La Forest, Mont Saconnex, Saint Sigismond, Vougy. |
|        | Famille de La Rochette (Roccetta, Rochete, Rocchetta) D’azur à trois rocs ou roquets d’échiquier, alias, fers de lance) d’or. Les La Rochette du Dauphiné portaient d'or, à trois rocs d'échiquier de sable | Première mention au XIIe siècle — Éteinte au XVIe siècle. Originaire de La Rochette (comté de Savoie). La branche principale s'éteint au plus tard au début du XVe siècle, une branche, dite La Rochette d'Alby, s'installe au XIIIe siècle en Albanais (Geenvois) et forme 3 rameaux, le dernier éteints au début du XVIe siècle. La branche genevoise porte les titres de seigneurs de Pierrecharve, de Rougemont et de La Pesse. |
|        | Famille de Rolland, Roland, dite d'Alby ou de Marigny D'azur à l'épée d'argent en pal la pointe en haut, À distinguer des familles. : - Rolland de la Biolle, de Mouxy et de Villard-Sallet, anoblie en 1564, portant d'azur au griffon contourné et couronné d'or). - Rolland de Versonnex, anoblie en 1621, portant d'azur au chevron d'or chargé d'un autre chevron de gueules accompagné de deux étoiles d'or en chef et d'un croissant du même en pointe.). | Mentionnée en 1504, anoblie par LP 20 décembre 1606. Originaire d'Alby (Pays de l'Albanais). Seigneurs d’Alby, de Marigny. |
|        | Famille de Rovéréa/Rovorée, Ravorée/Rovérée De gueules à la bande d'argent. | Attestée depuis le XIe siècle,. Chevaliers originaires du Chablais savoyard. Considérés parfois comme cadets de la maison de Faucigny. Barons de Brissogne. |

### S
- A
- Ba
- Be–By
- Ca–Ch
- Ci–Cy
- D
- E–F
- G
- H–K
- L
- Ma
- Me–Mi
- Mo–N
- O–Q
- R
- S
- T–U
- V–Z

| Blason                  | Nom de la famille, blasonnement et devise | Période, possessions |
| ----------------------- | --- | --- |
|                         | Famille de Sacconay (Sacconeto), Saconney, Sachonay, Sacconay, Sacconex De sable, à trois étoiles d'argent, au chef du même chargé d'un lion issant de gueules., | Apparaît au XIIIe siècle. Seigneurs de Saconnex (Le Grand-Saconnex-comté de Genève). Seigneurs d'Albeterre, La Bâtie Dardel, Bruel, Bursinel, Le Châtelard, Corsier, Ogny, Prat, Pregny, Rouz, Sacconex, Truaz, Vernier, Vesancy. |
|                         | Famille de Saint-Jeoire D'or au sautoir de sable. | Mentionnée au XIIe siècle. Originaire du Faucigny. Barons de Saint-Jeoire, de Féterne et d'Hermance ; Seigneurs d'Aléry, Beaucroissant, La Chapelle-Marin (1518-avt. 1607), Les Ferrières, La Ravoire, Rovorée, Turchet, Yvoire. |
|                         | Famille du Saix (de Saxo), Dessaix D'azur à trois bandes d'or ou écartelé d'or et de gueules. Ce nom étant commun dans la région, il est partagé par plusieurs familles : les Desaix (famille noble d'Auvergne), les Dessaix (famille non noble de Savoie), les Du Saix (Bresse), les Dussaix et les Dessaix (Faucigny). Cimier : Un globe chargé d'une écartelure semblable. Supports : deux lions de gueules, armés d'or. Devise : NON MOBILE SAXUM Branches - plusieurs savoyardes (cf. Guichenon) - branche suisse                                                                                       | Mentionnée vers le XIVe siècle — Branche suisse éteinte fin du XVe siècle. Originaire de Bresse. Seigneur de Annet, Marignier, Montfalcon, Passeirier, Pontchy, Roche, Saix. |
| Blason Famille de Sales | Famille de Sales D’azur à deux fasces d’or surfascsées de gueules , accompagnées d’un croissant d’or en chef et de deux étoiles à six rayons , aussi d’or, posées l’une an abîme et l’autre en pointe . Couronne de marquis ou heaume de front à cinq grilles. Cimier : Hercule avec une massue sur l'épaule droite. Tenants : deux sauvages ceints et couronnés de feuilles de peuplier, armés de massues abattues. Devise : Nec plus nec minus ou Ny plus ny moins Cri d'armes : Mamours ! Mamours | Vers le XIe siècle. Originaire de La Roche-sur-Foron (comté de Genève). Barons (1613), puis comtes (1632) puis marquis de Sales (1665). (possessions : consulter l'article principal). |
|                         | Famille de Sallenove, Sallenôves, Salanova ou Aula nova, Palé d'argent et de gueules de six pièces à la bande d'or, brochante sur le tout. ou Palé d'argent et de gueules de six pièces à la bande de gueules, brochante sur le tout. Devise: A VIRTUTE VIRI Branches - En 1239, la branche aînée conserve le nom de Sallenove et la cadette prend celui de Viry - Sallenôves de Viry ou Viry-Sallenove (XIIe siècle) | Mentionnée vers 1142. Originaire du comté de Genève. Probablement issue de la famille de Chaumont tout comme la famille de Vidomne de Chaumont. (possessions : consulter l'article principal). |
|                         | Famille de Sallier (Saillet), Sallier de La Tour Parti de sable et de sinople au cheval nu, gai, d'argent., Devise : Post funera lætor Branche - Sallier de la Tour Corio (Italie) | élévation de la famille au XVIe siècle avec Humbert Sallier, dit de Tour, de Tournon — Anoblissement fin 1634 ou début 1635 (après le 19 décembre 1634) — Installation en Italie lors de la Révolution française. Mariage d'Humbert Sallier avec Françoise de Gilly permet d'obtenir les terres et les droits des familles de Gilly, de Serraval et de Bertrand de la Pérouse, dont le Tournon (1596). Marquis de Cordon (1700) ; comtes de Boringes ; Barons de Bourdeaux, Chevron (par achat en 1755), Combloux, Gilly. Duc de Corio. |
|                         | Famille Salteur (Sartoris) De gueules, à une bande échiquier d'or et d'azur de trois traits, accompagnée de deux étoiles d'or (ou d'argent). (parfois de deux tires et l'échiqueté d'argent et d'azur.) Devise: FIDES ET OFFICIUM Ne semble pas avoir de lien avec la famille Salteur de Chambéry (v.XVe siècle) plusieurs branches, dont - Salteur de la Serraz : De gueules à la bande échiquetée de trois tires d’or et d'azur accompagnée de deux étoiles d'argent. - Salteur Lasalle ou La Salle : de quelle à la bande échiquetée de trois livres d’azur et d'or accompagnée de deux étoiles d’argent. | extraction début du XVIe siècle — Salteur Lasalle éteinte au début du XVIIIe siècle,. Salteur de La Serraz subsistante en 2024. Famille bourgeoise originaire de Rumilly, anoblissement par charge (Sénat de Savoie) en 1559, Patentes de noblesse en 1563. Marquis de Samoëns (1698), La Serraz (achat 1755, confirmation 1784), comtes de Saint-Pierre-de-Soucy ; seigneurs de Châtel de Culoz, Curtilles, Landaize, Molettes, Montprovens, La Salle, Villette.                                                                       |
|                         | Maison de Savoie, (Humbertiens, comtes, puis ducs de Savoie) D'or à l'aigle de sable. (Savoie ancien) De gueules à la croix d'argent. Devise : FERT | Apparue vers la fin du Xe siècle. Originaire de Belley (Bugey), puis implantation en Maurienne, puis Savoie, etc.. (possessions : consulter l'article principal). |
|                         | Famille de Serraval Palé de six pièces d'or, d'azur et de gueules. Foras indiquait qu'elles sont inconnues | Apparition milieu du XIIIe siècle — Disparition au XVIe siècle. Originaire du comté de Genève. |
|                         | Famille de Seyssel Gironné d'or et d'azur de huit pièces. Supports : deux griffons (d'or ?) cimier : un griffon (d'or ?) Devise : Franc et Léal et Fortifer quod pie. | Mentionnée à la fin du XIIe siècle — Filiation au siècle suivant. Originaire autour du lac du Bourget. Marquis d'Aix (1575), de La Serraz (1654) ; Comtes de Seyssel ; Vicomte de Novalaise ; Barons de Montfalcon, Montfort. |
|                         | Famille de Syons (Sion, Sions) De gueules au cygne d'argent (becqué et patté de sable). | Mentionnée vers le XIIIe siècle — Éteinte en 1857. Originaire du Pays de l'Albanais. Seigneurs de Syons et de Montagny. Seigneurs et barons de Beauregard, de Creste et de Saint-André, en Genevois. |

### T à U
- A
- Ba
- Be–By
- Ca–Ch
- Ci–Cy
- D
- E–F
- G
- H–K
- L
- Ma
- Me–Mi
- Mo–N
- O–Q
- R
- S
- T–U
- V–Z

| Blason | Nom de la famille, blasonnement et devise | Période, possessions |
| ------ | --- | --- |
|        | Famille de Ternier (Terny) D'or à trois pals d'azur.,                                                                                         | Mentionnée depuis le XIIe siècle — Éteinte en 1418,. Originaire du comté de Genève. Seigneurs notamment de Château de La Poype, dont ils sont originaires,. Au XVe siècle, passent à la famille de Montchenu                                                                              |
|        | Famille de Thiollaz (de Thiolla) De gueules à l'aigle naissante d'argent becquée de sable, accompagnée en chef à dextre de deux étoiles d'or. | Remonterait au début du XIVe siècle (inféodation du fief de Thiollaz 7 avril 1308). Originaire de Thiollaz, Chaumont (comté de Genève). Seigneur de Montpont (1801). |
|        | Famille de Thoire (Thoyre) D'azur, à la bande d'argent., Sans liens avec la maison de Thoire-Villars. Branche cadette - Thoire de Pilly       | Remonterait au XIe siècle — Éteinte au XIXe siècle. Originaire du Faucigny, branche de la maison de Faucigny,. Chevaliers, seigneurs de La Bâtie-Dardel, Bellecombe, Bossy, Brison, Carroz, Château-Blanc-d'Onion, Gravernel, Hauteville, Plagnes, Tour noire de Magland, Sirier, Vivier. |

### V à Z
- A
- Ba
- Be–By
- Ca–Ch
- Ci–Cy
- D
- E–F
- G
- H–K
- L
- Ma
- Me–Mi
- Mo–N
- O–Q
- R
- S
- T–U
- V–Z

| Blason                        | Nom de la famille, blasonnement et devise | Période, possessions |
| ----------------------------- | --- | --- |
|                               | Famille de Varax écartelé de vair et de gueules. | Mentionnée au XIVe siècle — Branche de Bresse éteinte au milieu du XVIe siècle — Branche de Savoie, comtes de Châtel et d'Usinens, éteinte au début du XIXe siècle — Branche de Savoie, comtes de Neuvecelle et de Loisin (XVe – XVIIIe siècle). Originaire de Saint-Sorlin / Richemont, (Bresse-Bugey). Seigneurs de La Berruyre (Villette), de Crangeac (Attignat), de Bellegarde, d'Épeyssoles (Vonnas), de Châteaumartin, d'Ameysin, de Challes, de Châtel, de Collonges, de Moisy et de Planaz ; coseigneurs de Semine, comtes de Châtel et d'Usinens. |
|                               | Famille de Verboz / Verbouz (Verbou, de Verbos, de Verbosis) D'azur à la tour crénelée d'argent, maçonnée de sable. | Apparue au XIIe siècle. Originaire de Semine (comté de Genève). Seigneur de Châtel-sur-les-Usses (inféodé en 1393 par le comte de Genève jusqu'en 1575 où elle passe à la famille de Varax, à la suite du mariage en 1559 entre Jean Philibert de Varax et Catherine Bailland de Verbos). |
|                               | Famille de Verdon ou Verdun (de) D'azur au lion d'or ou de sinople au lion d'or. | Mentionnée dès 1268. Originaire du comté de Savoie, rameau de la famille de Chignin, vassale des sires de Miolans. Seigneur de Chal(l)ex, de La Corbière, de Cornillon, de Marthod, de Verdon (château). |
| Blason de Vidomne de Chaumont | Famille de Vidomne de Chaumont Palé d’argent et d’azur au chevron de gueules. Branches cadettes - Vidomne de Novéry - Vidomne de Charmoisy | Mentionnée au XIIe siècle. Issu de la famille de Chaumont (comté de Genève). Barons de Couvette ; seigneurs de Anthy, La Chapelle, Charmoisy, Durzilly, Epagny, Folliet, Lausenette, Marclaz (par mariage en 1515, puis passe aux Maréschal), Montségur, La Motte, Novery, Villy (acheté 1397) ; coseigneurs de Cormand. |
|                               | Famille Vignet D'argent, à deux fasces de sable chargées la première de deux raisins d'or, la seconde de même. Devise : Droit chemin. Bon chemin. | Mentionné au XVIIe siècle — Noblesse au XIXe siècle. Originaire du Chablais, famille bourgeoise de Thonon. Barons des Étoles (par achat 1757) et de Montgex (1789). Titre de comte par L.P. du 17 juillet 1818, et de baron par L.P. du 26 octobre 1821. |
|                               | Famille de Viry Palé d'argent et d'azur. parfois Palé d'argent et de gueules (alias d'azur), à la bande de gueules, brochante sur le tout. Les noms de Viry et de Sallenove sont portés indistinctement jusqu'en 1239 où Hugues II de Viry partage la branche entre ces trois fils,. Devise : A VIRTUTE VIRI. Branches - Viry - Viry-Pimont | XIIIe siècle — Branche des Sallenove, — Seconde moitié du XVIe siècle, reprise par une branche cadette des biens de la branche aînée, ruinée, Subsistante. Originaire du comté de Genève. Comte de Viry, barons de Ternier. (possession : consulter l'article principal). |